# تاجیک‌ها
تاجیک‌ها (تاجیکی: Тоҷик) مردمان ایرانی‌تبار هستند که در کشورهای تاجیکستان، افغانستان، ازبکستان، چین و دیگر مناطق آسیای میانه زندگی می‌کنند. تاجیک‌ها در تاجیکستان به فارسی تاجیکی و زبانهای پامیری، در افغانستان به زبان‌های پامیری، و فارسی دَری، گویش می‌کنند. اگرچه تاجیک‌ها قومیت اصلی تاجیکستان را تشکیل می‌دهند، اما تعداد تاجیک‌ها در افغانستان بیشتر است و در ازبکستان نیز یک اقلیت «بزرگ» محسوب می‌شوند.
مردمان باستانی آریایی چون سُغدی‌ها، خوارَزمی‌ها، باختریان، تخارها، سکاها، ماساژت‌ها و سایر ایرانی زبان‌ها از هزاره دوم پیش از میلاد در سرزمین‌های آسیای میانه حضور داشته‌اند؛ با این حال دولت سامانیان معمولاً به‌عنوان سرآغاز دولت-ملت تاجیکی در نظر گرفته می‌شود.

## خاستگاه واژه تاجیک
تاجیک نام قبایل «داها» بوده، سامانیان و پارت‌ها و اشکانیان «دئی»، «تاجیک» و «دجیک» خوانده شده‌اند. برخی دیگر شواهدی دارند که تاجیک نامی است که ترک‌ها بر ایرانیان نهاده‌اند. از آنجا که ایرانیان پارسی‌گوی کلاهی تاج مانند بر سر می‌نهادند، ایشان را تاجی یا تجیگ نامیده‌اند. گروهی واژه تاجیک را از «تای» استخراج کرده، هم ریشه با کلمه یونانی «تگاس» به معنای پیشوا و «ددیک» یاد کرده‌اند. از ریشه «تژی» زبان سکایی یادآوری گردیده است. به معنی صفت منسوب به واژه «تاج» نیز آمده است.
پژوهش‌های اساسی دربارهٔ واژه «تاجیک» در نیمه اول قرن ۱۹ از طرف برخی دانشمندان غرب صورت گرفته است. در سال ۱۸۲۳ م. کلاپروت پژوهش پر محتوایی «در مورد مردم بخارا انجام داده بود. هرچند این پژوهش به چاپ نرسید ولی با ادامه آن ژ. سن مارتن یکی دیگر از پژوهشگران غربی طی مقاله واژه «تاجیک» را بر فارسی زبانانی اطلاق کرد که در فارس (ایران امروزی)، خراسان (افغانستان امروزی) و بخشی از ماوراءالنهر (تاجیکستان امروزی) سکونت دارند.
او می‌نویسد که واژه تاجیک همان نام قبایل «دئی» است که پارت‌ها و اشکانیان بنام «دئی»، «تاجیک» و «دجیک» خوانده می‌شدند. سن مارتن اضافه می‌کند که هرسه شکل آوایی این نام «دئی»، «تاجیک» و «دجیک» از نگاه آواشناسی قابل قبول است. پس از اینجا چنین بر می‌آید که پارت‌ها خود را تاجیک می‌نامیدند.
دانشمند دیگری بنام آ. برنشتام پیدایش نام تاجیک را قبل از دوران عرب دانسته و آن را منسوب به زبان تاجیکی کهن مردمان تخارستان دانست و قدمت تاریخی آن را به هزار سال قبل از میلاد می‌رساند. او نام تاجیک را از ریشه «تژی» زبان سکایی می‌داند.
و نیز پژوهش‌های تازه رابطه تنگاتنگ واژه تاجیک را با بنیاد آریائی آن ثابت کرده، آن را نام مردمانی آریایی می‌دانند که در سرزمین آریانای بزرگ زندگی می‌کردند. فرهنگنامه‌های پارسی دری یا کلاسیک نیز در شرح نام تاجیک اطلاعات ارزنده‌ای دارند که ذکر برخی از آنها ارزشمند می‌باشد. از جمله در «فرهنگ شرفنامه منیری» آمده است که «تازیک – غیر عرب و غیر ترک» در فرهنگ برهان قاطع «تازیک و تاژیک بر وزن و معنی تاجیک است که غیر عرب و ترک باشد» «طایفه غیر عرب باشد»، «آن که ترک و مغول نباشد،»، در فرهنگ لغات ترکی به معنی اهل فارس نوشته‌اند" غیاث اللغات، آنندراج و برخی فرهنگ نامه‌های دیگر شرح بیشتری برای این نام آورده‌اند. در واژه‌نامه انگلیسی آکسفورد واژه تاجیک بمعنی «پارسی» و کسی که نه عرب و نه ترک و مغول باشد، تعریف شده است.
بهار در سبک‌شناسی آورده است:
آریاییان از قدیم به مردم اجنبی «تاچیک» یا «تاژیک» می‌گفته‌اند، چنان‌که یونانیان را «بربر» و اعراب را «اعجمی» یا «عجم» می‌نامیدند. این لفظ در زبان فارسی دری، «تازی» تلفظ شد و رفته رفته خاص اعراب گردید، ولی در توران و ماوراءالنهر لهجه قدیم باقی و به اجانب «تاچیک» می‌گفتند و بعد از اختلاط ترکان آلتایی با فارسی‌زبانان آن سامان، لفظ «تاچیک» بهمان معنی داخل زبان ترکی شد و فارسی‌زبانان را «تاجیک» خواندند و این کلمه بر فارسیان اطلاق گردید و ترک و تاجیک گفته شد.— محمد تقی بهار
در ادبیات ترکی- فارسی فاتحان دودمان تیمور و بابر، واژه تاجیک را به منشی‌های فارسی‌زبان اطلاق می‌کردند. استاد محیط طباطبائی پژوهشگر و محقق ایرانی می‌نویسد که: «آریاییان را در جنوب سرزمین پهناور آریانای بزرگ به جهت تمایز از اقوام عرب، عجم می‌نامیدند به همین منوال در شمال آریانای بزرگ، قوم آریایی را به منظور تشخیص از اقوام ترک و مغول، تاجیک می‌نامیدند. پس تاجیک همان عجم و پارسی زبان است.»
واژه «تاجیک» در ادبیات کلاسیک فارسی کاربرد وسیع دارد و غالباً ازین واژه در برابر ترک و عرب استفاده صورت می‌گرفته است:
سعدی می‌گوید:
| شاید که به پادشاه بگویند |  | ترک تو بریخت خون تاجیک |

جامی اشاره‌ای دارد دربارهٔ علیشیر نوایی که:
| او که یک ترک بود و من تاجیک |  | هردو داشتیم خویشی نزدیک |

سعدی در جای دیگر می‌گوید که:
| نگار ترک و تاجیکم کند صد خانه ویرانه |  | به آن چشمان تاجیکانه و مژگان ترکانه |

همین‌طور، وقتی که ما به متون چه نثر و چه نظم فارسی مراجعه می‌کنیم، در می‌یابیم که در تمامی این متن‌ها، از روزگار سعدی به دوران ما، واژه «تاجیک» جایگزین واژه «پارسی» و «فارسی‌زبان» بوده است. نه کلمه «پارسی» یا «ایرانی» یا «فارسی‌زبان» بلکه محض کلمه «تاجیک کاربرد شده است.»
تاجیکان گردن‌کش و لشکرشکن
بیشتری نیزه ور و تیغ زن
— امیر خسرو دهلوی
نتیجه اینکه تاجیک‌ها اقوام آریایی هستند که درهزاره دوم پیش از میلاد مسیح در آسیای میانه و باختر (بلخ) (بلخ امروزی) زندگی می‌کردند. ریشه نیاکانی تاجیک‌ها به آریاییان شرقی یعنی باختری‌ها، سغدی‌ها، پرنی‌ها و داها می‌رسد، این بدین معناست که نیاکان تاجیک‌ها در عهد باستان به زبان پارسی کهن یعنی زبان کهن آریایی جنوب غربی نه بلکه به زبانهای شرقی آریایایی نظیر سغدی، باختری، خوارزمی، سکایی سخن می‌گفته‌اند. کاربرد زبان پارسی (دری) توسط تاجیک‌ها به دوران گسترش شاهنشاهی ساسانیان و متعاقباً انقراض آن به‌وسیله تازیان مسلمان برمی‌گردد که تعداد زیادی از پارسی‌ها به آسیای میانه و حتی به چین پناه برند. عده‌ای از این پارسی‌ها به حیث جنگجویان تازه مسلمان شده و برای ترویج اسلام به این منطقه وارد می‌شوند. نتیجه این مهاجرت‌های گسترده پارسی‌ها (مسلمان و غیر مسلمان) است که تاجیک‌ها علاوه بر اشتراک نیاکانی آریانای-شرقی، ریشه نیاکانی پارسی نیز دارند.
شماری از دانشمندان پیدایش واژه تاجیک را به معنونیت آئین زرتشت نیز رسانیده‌اند. ایشان می‌گویند که واژه «تاجیک» از «تاج» گرفته شده است. چون که زرتشتیان کلاه تاج مانندی می‌پوشیدند، ایشان را «تاجی» ویا «تاجیک» می‌گفتند و بعداً این واژه نام مردم و قوم شده است. در هر حالت در حوزه ادبیات واژه تاجیک که صورت قدیمی تر آن «تاژیک» است به مفهوم و معنای مردم فارسی‌زبان بکار رفته است. چنانچه گفته آمدیم در لغت نامه دهخدا، برهان قاطع، فرهنگ معین و فرهنگ نفیسی «تاجیک» به معنای غیر عرب، غیر ترک و غیر مغولی آمده است. این واژه ابتدا از سرزمین بزرگ آریاییان از دو طرفه آمودریا برخاسته و بعداً با مهاجرت‌های پی هم آریاییان به سایر وادی‌های سرسبز و خوش آب و هوای آسیای مرکزی و میانه گسترش یافته و بر همه اقوامی اطلاق گردیده است که در آن دیاران زندگی داشته و به زبان فارسی متکلم بوده‌اند.
بر اساس کاوش‌ها و پژوهشهای باستان شناسان تاجیکان مردمان اصلی و بومی سرزمین‌های آریانای کهن، خراسان بزرگ، و فرارود باستانی می‌باشند. ولادیمیر بارتولد خاورشناس شناخته شده روسی می‌نگارد: «مطالعات ما در باب تاریخ آسیای میانه نشان می‌دهد که مردم بومی آنجا آریاییان تاجیک نژاد بوده‌اند.» تاجیک‌ها نماینده یکی از کهن‌ترین اقوام آسیای میانه هستند. ایشان قبل از ظهور ترکان درین ناحیه زندگی می‌کردند. مراکز عمده سکونت تاجیک‌ها آسیای میانه، خراسان بزرگ به شمول خراسان شرقی یعنی باشندگان تاجیکستان، افغانستان و ماوراء النهر می‌باشد.
واژه تاجیک در تالیفات اهل شرق و کتاب‌های لغت به طرزهای گوناگون تاجیک، تاجک، تازک، تاژیک ظاهر شده است. از مؤلفان گذشته تاجیک و فارس معلوم می‌شود که شکل اساسی اولین و اصلی این کلمه تاجیک با مد زیرین است، شکل بی مد احتمالاً باتصرف کاتبان یا برای وزن با خواست شاعران پیدا شده است.
مغولان و ترک‌های قدیمی حرف (ج) را نمی‌توانستند بگویند و در حرف زدن (ج) را به (ز) تبدیل می‌کردند بنابرین وقتی که آنها با تاجیکان رابطه پیدا کرده این نام را یادگرفتند آن را به جای تاجیک، تازیک یا اینکه بی مد زیرین تازک گفتند. (همان اثر، ۱۳–۱۴) که برخلاف نظر بعضی‌ها اینکه تاجیک را همان تازی که به اعراب گفته می‌شد به اشتباه گرفته‌اند که البته هیچ نسبتی بین تاجیک‌ها و اعراب وجود ندارد.

## پیشینه

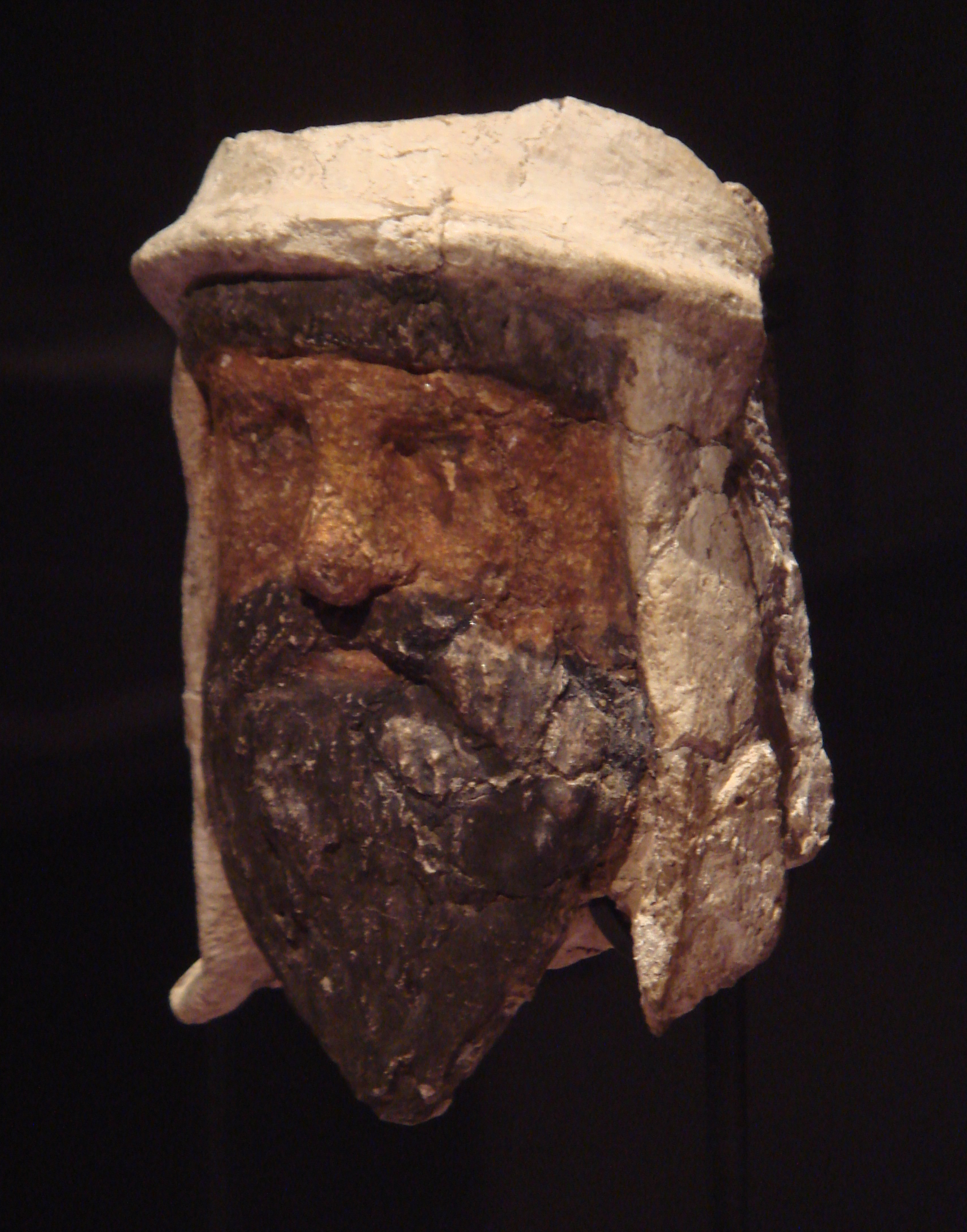
سردیس گلی- فرمانروای (ساتراپ) باختری، تخت سنگین، قرن سوم تا دوم پیش از میلاد

ملت تاجیک یکی از ملل کهن و اصیل آریایی‌تبار اند که در سرزمین پهناور ایران کهن، (ایران امروزی، افغانستان، تاجیکستان، ازبکستان قزاقستان، ترکمنستان، قرقیزستان چین، پاکستان) وحتی هند زیست می‌کنند. این ملت در طول تاریخ ضربات مهلکی را متحمل شده‌اند که از زمان چنگیزخان مغول تا تهاجم شوروی به افغانستان و درگیری‌های قومی در افغانستان بخشی از این تاریخ است، بنابراین می‌توان گفت کمتر ملت را سراغ داشت که به این اندازه در جریان تاریخ آسیب‌ها را پذیرا باشند. همین که این ملت آریایی امروزه در چندین کشور پراکنده و تقسیم شده‌اند نمایانگر ورود صدمات مهلک متجاوزین بر پیکره آن بوده و نشانگر توانمندی این ملت بوده است که تا امروز در هر سرزمین دارای هویت مشخص ادامه حیات دادند.
تاجیک‌های افغانستان در دشت کوه‌دامن در شمال کابل، دره پنجشیر، بدخشان، تخار، بغلان، پیرامون هرات، صفحات شمال، غزنی، کابل، حوزه غور و غیره زندگی می‌کنند. اینان قومی غیر چادرنشین بودند که در پیرامون بلخ ودره آمودریا اقامت داشتند و به وسیله یک سفیر چینی (چانک کین) که درحدود ۱۲۸ ق – م به آن نواحی سفر کرد به نام «شاهیا» شرح داده شدند. تاجیک‌های در ایران در سیستان و بلوچستان، خراسان کنونی، کرمان، یزد، و در سراسر ایران زندگی می‌کنند. قوم تاجیک با جمعیتی زیاد درسیستان در هر دو کناره جیحون و در خراسان متراکم تر از سایر اقوام به سر می‌برند.
در آسیای میانه ازدو قبیله عمده تشکیل یافته‌اند که تاجیک‌های دشتی اصیل و تاجیک‌های کوهستانی (پامیری). اکثر تاجیک‌های دشتی در نواحی مرکزی و غربی تاجیکستان زندگی می‌کنند و عدهٔ قابل ملاحظه آن‌ها در ازبکستان وقرقیزستان به سرمی‌بردند. همچنان در چین نسل تاجیکان با موقعیت جغرافیائی پامیر، هندوکش و هیمالیا در غرب چین درآنطرف مرز داخل خاک چین در ناحیه سریلول سین کیانگ نیز زندگی می‌کنند. و در پاکستان تراکم بیشتر شان در چترال و بخشی نیز در مرزهای این کشور با ایران به‌سر می‌برند.
تعداد دقیق این ملت تا هنوز تثبیت نشده است اما به ترتیب بیشترین نفوس تاجیکان در افغانستان تاجیکستان، ازبکستان و ایران مستقر اند و سپس در سایر کشورها به میزان کمتری به‌سر می‌برند. به دلیل سیاست‌های تبعیض آمیز و سرکوب قومی به ویژه در افغانستان و ازبکستان تاجیکان صدمات زیادی دیده‌اند اما با توجه به ویژگی‌های فرهنگی، تعداد بیشتر نفوس و تأثیر گذاری شان در توسعه فرهنگ و زبان فارسی این ملت تا هنوز در این سه کشور تاجیکستان، افغانستان و ازبکستان به ترتیب جایگاه بهتری دارند.

### منشأ واژه خراسان

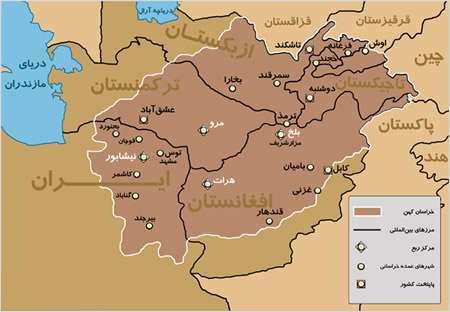
محدوده جغرافیایی خراسان

تاجیک‌های افغانستان خودشان را افغان نمی‌دانند و کاربرد افغان در خود افغانستان به پشتون‌ها اطلاق می‌گردد طوری که در هندوستان نیز به افغان‌ها (پشتون‌ها) پتان اطلاق می‌گردد. در برابر افغان به تاجیکان پارسیوان گفته می‌شود؛ بنابراین کشوری که از سده نوزدهم به بعد به نام افغانستان شناخته شد که تمام این حوزه جغرافیایی یا بخش‌های آن در دوره‌های جداگانه تاریخ به نام‌های مختلف یاد شده است بنابرین پژوهندگان درضمن تفحص در آثار و مدارک مربوط به قرون اولی و وسطی و قرون جدید به این واژه به عنوان نام دولت برنمی‌خورند نباید چنین نتیجه‌گیری کنند که سرزمین افغانستان سابقه تاریخی ندارد یا اینکه در آن زمان از تمدن و فرهنگ بی‌بهره بوده است بلکه علت‌های نو بودن افغانستان به عنوان نام کشور و کاربرد واژه‌های دیگر در دوره‌های قبلی می‌باشد. خراسان پس از استیلای مسلمانان به سرزمین پهناوری اطلاق می‌گردید که تمام ساحه افغانستان کنونی را شامل می‌شد که البته زادگاه تاجیکان و در مجموع نژاد بزرگ آریایی می‌باشد. کلمه خراسان را از دو جزء مرکب شده می‌دانند خور در معنی آفتاب و آسان در معنی جای وعده گفته‌اند که صورتی از خورآیان بوده است یعنی محلی که آفتاب از آن بر می‌آید و در هر دو حال در معنی آفتاب برآمد با مطلق شرق را افاده می‌کند. به لفظ پهلوی هرکو سراید
خراسان جای است کز وی خور آید. رودکی شاعر برجسته درین باره می‌گوید:
| مهر دیدم بامدادان چون بتافت از خراسان سوی خاور می‌شتافت |  | از خراسان بَر وزد طاووس وش سوی خاور می‌شتابد شاد وخوش |

### باشندگان خراسان
در هنگام گشوده شدن خراسان به دست مسلمانان بخش بزرگ باشندگان این سرزمین را مردمانی تشکیل می‌دادند که از شاخه هندو اروپایی نژاد آرین بودند و بعداً به نام تاجیک شهرت یافتند (میرمحمدصدیق فرهنگ افغانستان درپنج قرن اخیرص۳۶) که قبلاً به آن پرداخته شده است. این سرزمین محل اصلی سکونت تاجیک‌ها است. بر علاوه تاجیک‌ها، اقوام دیگری که به حالت خانه به دوشی و بدوی مانند اجداد پشاتنه و بلوچ‌ها و نورستانی‌های کنونی و عده نیز از بازماندگان مهاجمین سابقه زیست داشتند. اقوام خانه به دوش به علت سکونت در مناطق دشوارگذار از آمیزش با عناصر مهاجم و نو وارد محفوظ مانده و زبان و عرف و عادات و در مورد نورستانی‌ها حتی دین آبائی خود را نیز برای مدت دراز حفظ کردند و در بیشتر اوقات از یک نوع آزادی محل بهره‌مند بودند.
در کوهستان مرکزی خراسان که به نام غور غرجستان یا مطلق جبال یاد می‌شد مردمان دیگری به نام هزاره و نکودری جا گرفتند که برخی پیش از هجوم مغلان به این خطه وارد گردیده و برخی از اثر لشکر کشی چنگیز خان در آن جاگزین شدند. اینان با مردم محلی که تاجیکان آمیخته با ترک بودند و امرای آل شنسب و سلاطین غوری از بینشان ظهور کرده‌اند آمیزش یافته زبان آنها را با مخلوطی از واژه‌های ترکی و مغولی قبول کردند و خودشان به نام هزاره و مسکن شان به هزاره جات شهرت یافتند. در قرن پانزدهم هزاره گان در اثر مساعی دعات شیعه مذهب مذکور را پذیرفتند در حالی که بخش بیشتر مردم خراسان سنی مذهب بودند.
در شمال هندوکش یک تعداد مردم ترکی‌زبان از سابق موجود بود، بعداً یک عده از ازبکان شیبانی در ضمن جنگ و جدال با دولت‌های صفوی ایران و مغلی هند در آنجا سکونت اختیار نموده به تدریج از خانه به دوشی به ده‌نشینی گرائیدند و با مرور زمان قبایلی چند از ترکمن و قرقیز که با ایشان خویشاوندی نژادی داشتند به آنان پیوستند. در جنوب و شرق خراسان علت دیگری از باشندگان قدیمی محلی که خود را پشتون می‌نامند و در نزد دری زبانان به افغان شهرت داشتند به‌طور فعال‌تر از سابق وارد تاریخ شدند. باید گفت که کلمه افغانستان به عنوان نام رسمی کشور بار اول در ۱۸۰۱ در معاهده بین انگلیس و ایران دربارهٔ دولت درانی به کار رفته است. اما واژه افغان به مثابه یک قوم و کتله نژادی و فرهنگی و همچنان افغانستان به عنوان محل سکونت آن در تاریخ خراسان سابقه دراز مدت دارد. تا جاییکه معلوم است واژه افغان بار نخست در سده ششم میلادی توسط منجم هندی (ورهه مهیره) درکتاب (مهارت سیم‌ها) ذکر شده است. (هیوان تسانگ) جهانگرد معروف چینی که از سال ۶۳۹ تا ۶۴۴ میلادی درین مناطق مشغول گشت و گذار و از وجود قبایلی به نام (اپوکین) که در حدود کوه‌های سلیمان زیست می‌کردند یاد می‌کند.

### دودمان‌ها
| نام دودمان | دوره تاریخی                      | توضیحات | تصویر |
| ---------- | -------------------------------- | --- | ----- |
| سغدیان     | ۶۰۰ پیش از میلاد تا قرن ۸ میلادی | سغدیان یکی از تمدن‌های مهم ایرانی‌تبار در آسیای میانه بود که در مسیر جاده ابریشم قرار داشت و نقش مهمی در تجارت بین شرق و غرب ایفا می‌کرد.     |       |
| باختریان   | ۳۰۰ پیش از میلاد تا ۲۵۰ میلادی   | باختریان یکی از مناطق مهم ایران باستان در آسیای میانه بود که در طول تاریخ تحت سلطه هخامنشیان و سپس اشکانیان قرار داشت.                     |       |
| کیانیان    | نامشخص                           | دودمانی اسطوره‌ای در تاریخ ایران باستان که در شاهنامه فردوسی به آن‌ها اشاره شده است.                                                         |       |
| کوشانیان   | حدود ۳۰ تا ۳۷۵ میلادی            | امپراتوری کوشانی توسط یوئه‌ژی‌ها در باختر تأسیس شد و بخش‌های وسیعی از آسیای میانه و شمال هند را شامل می‌شد.                                    |       |
| کیداریان   | حدود ۳۰۰ تا ۴۰۰ میلادی           | کیداریان یا کیداریان کوشانی‌تبار، پس از کوشانیان در شرق ایران و باختر قدرت یافتند و به عنوان بخشی از شاهان هند و کوشانیان نو شناخته می‌شوند. |       |
| یفتلیان    | قرن ۵ تا ۶ میلادی                | یفتلیان، معروف به هون‌های سفید، در آسیای میانه زندگی می‌کردند و امپراتوری‌ای را تشکیل دادند که از ۴۵۰ تا ۵۶۰ میلادی قدرت داشت.                |       |
| کابلشاهان  | ۶۶۵ تا ۱۰۲۶ میلادی               | دودمانی که در کابل و گندهارا حکومت می‌کردند.                                                                                                |       |
| طاهریان    | ۸۲۱ تا ۸۷۳ میلادی                | اولین دودمان ایرانی اسلامی که در خراسان حکومت می‌کرد و توسط طاهر بن حسین بنیان‌گذاری شد.                                                     |       |
| صفاریان    | قرن ۹ میلادی                     | دودمانی ایرانی که توسط یعقوب لیث صفار تأسیس شد و بر سیستان و مناطق شرقی ایران حکومت می‌کرد.                                                 |       |
| سامانیان   | ۸۱۹ تا ۹۹۹ میلادی                | دودمانی ایرانی تاجیک‌تبار که در شرق ایران و ازبکستان کنونی حکومت می‌کرد و به احیای فرهنگ و هویت ایرانی کمک کرد.                              |       |
| فریغونیان  | قرن ۹ تا ۱۰ میلادی               | دودمانی تاجیک‌تبار که در جوزجان حکومت می‌کردند و نقش مهمی در تحولات خراسان داشتند.                                                           |       |
| چغانیان    | قرن ۷ میلادی                     | منطقه‌ای در آسیای میانه که تحت حاکمیت خدایگان چغانیان بود و در دوره‌های مختلف تحت تأثیر حکومت‌های بزرگ‌تر قرار داشت.                           |       |
| غوریان     | قرن ۱۲ میلادی                    | دودمانی ایرانی تاجیک‌تبار از منطقه غور در افغانستان که پس از غزنویان به قدرت رسیدند و بخش‌های وسیعی از خراسان و هند را تحت کنترل داشتند.     |       |
| آل کرت     | قرن ۱۳ میلادی                    | دودمانی تاجیک‌تبار که در هرات حکومت می‌کردند و به حفظ فرهنگ فارسی و سنت‌های اسلامی در دوره ایلخانیان کمک کردند.                               |       |

جدا از فرمانروایان بزرگ و امپراتوری‌های نیاکان تاجیکان مانند: پیشدادیان، کیانیان، میتانی‌ها، اشکانیان، کوشانیان، یفتلیان، سامانیان، طاهریان، صفاریان و غوریان، سلسله‌های محلی نیز در دوران‌های مختلف در گوشه و کنار خراسان از سوی تاجیکان پرچم آزادی‌خواهی را برافراشته‌اند که بسیاری از مردم ما حتی با نام‌های این سلسله‌ها آشنا نیستند و از سوی دیگر، پان‌ترکیست‌ها با استفاده از غفلت تاجیکان، این دودمان‌ها یا سلسله‌ها را ترک‌تبار تلقی و به معرفی گرفته‌اند. بنابر این؛ لازم است تا در مورد کیداریان، کابل‌شاهان، شاهان محلی راب، مهربانیان، شاهان خاران، شاهان سواتی، چغانیان، باینجوریان یا امرای انداراب، زابل‌شاهان، ملوک کرت و گوزگان خدات (فریغونیان) بدانیم.

### کیداریان

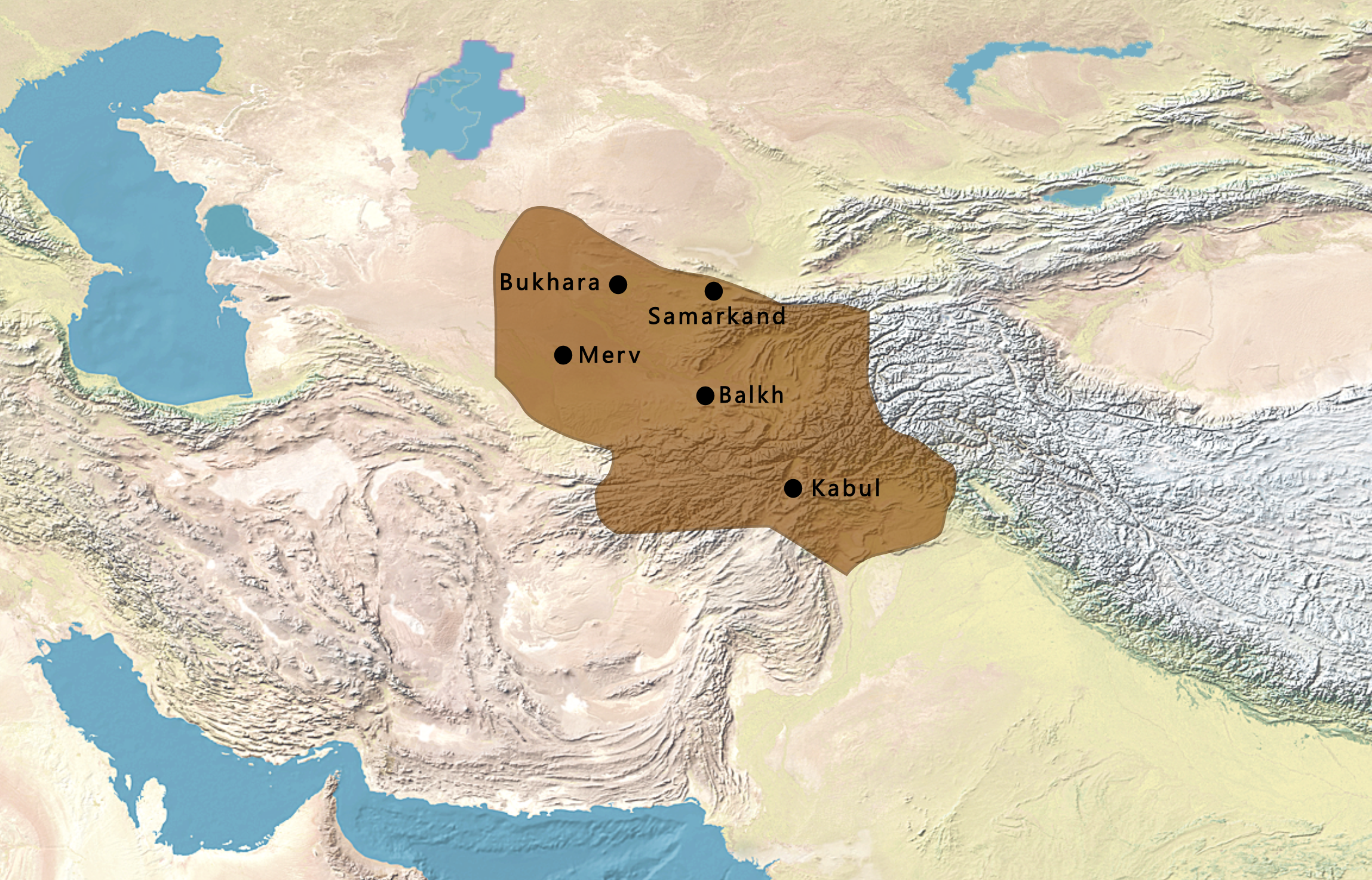
گستره پادشاهی تاجیک‌تبار کیداریان

کیداری‌ها دودمانی تاجیک‌تبار و از قبایل سکایی که به‌نام کوشانی‌های کوچک مشهورند. آقای جمال نوشته است: «به احتمال قریب به یقین نام کیداری‌ها برگرفته شده از نام کیدار، آخرین امپراتور ماه‌بانویان است.» کیدارا یا کیداره یک نام پارسی‌ست که از کی به معنای پیشوا و پادشاه و دارا ترکیب شده است. پایتخت نخستین این دودمان بلخ بود و پس از شکست از ساسانیان به جنوب هندوکش متمرکز شدند که در نتیجه پیشاور را از ساسانیان پس گرفتند و بر بخش‌هایی از هند نیز فرمانروایی کرده‌اند.

### آل کَرتیان
یکی دیگر از فرمان‌روایان محلی تاجیکان خراسان، ملوک کرت یا کرت شاهان بودند و عبدالشکور حکیم در کتاب چهره‌های شگفت‌انگیز تاریخ این سلسله را به معرفی گرفته که فشردهٔ آن را اینجا می‌آوریم: مؤسس دودمان کُرت ملک شمس‌الدین محمد بن ابوبکر بوده و نسبش به سلاطین غوری می‌رسد.
سلسلهٔ آل کُرت از ۶۴۳ الی ۷۸۳هـ در خراسان با مرکزیت هرات در بیشتر از یک سده در خراسان مرکزی حکومت کردند. سرزمین شان را در همان برههٔ تاریخ با عیاری‌ها، زیرکی‌ها و سیاست‌های خردمندانه از شر سپاه سفاک چنگیز رهائی بخشیدند.
سلسلهٔ فرمان‌روایی این دودمان از ملک شمس‌الدین نوادهٔ ملک رکن‌الدین که یکی از سران سپاه چنگیز خان بود(۶۷۶ تا ۶۴۳ قمری) آغاز و با به قدرت رسیدن رکن‌الدین پسر شمس‌الدین محمد، قدرتمند تر و وسیع‌تر شد.
پس از آن فخرالدین پسر رکن‌الدین نوادهٔ شمس‌الدین بر مسند پدر نشست و پس از آن غیاث‌الدین فرزند فخرالدین به قدرت رسید و حاکمیت این دودمان را در ادامه، شمس‌الدین محمد رهبری کرد و از پی آن، ملک حافظ به قدرت رسید و پس از معزالدین حسین بود که آخرین فرمان‌روای این دودمان (غیاث‌الدین فرزند معزالدین) به جای پدر نشست و بین سال‌های۷۷۱–۷۸۳ قمری در قلمرو کُرت‌شاهان فرمان‌روایی کرد تا بالاخره غیاث‌الدین محمد کرت پس از جان‌فشانی‌های بی‌شمار و مقاومت‌های دلیرانه در سال ۷۸۳ قمری از تیمور لنگ شکست خورده و اسیر گردید که به ماورالنهر فرستاده شد. سپس در سال۷۸۷ قمری به امر تیمور کشته شد و سلسلهٔ فرمان‌روایی دودمان کرت پایان یافت. آل کرت جدا از عیاری‌ها و مبارزات آزادی‌خواهانه، در پاسداری و رشد فرهنگ خراسانی و زبان پارسی دری کارهای پرثمر و پر دست‌آوردی داشته‌اند. آقای حکم در کتاب «نام‌برده» ملک رکن‌الدین را شاعر زبان پارسی می‌داند. استاد محمد کاظم امینی از نسخهٔ قلمی شاعری بنام «میرزا رحمت‌الله تایب کُرتی» نامبرده و گفته است که تا سال‌های ۱۳۶۸خ الی ۱۳۷۷خ در نزد یکی از پیران و پیشوایان طریقت در میمنه بنام «عبدالخلیل‌خان» نگهداری می‌شده، خبر داده است و گفته است که این اثر گرانبها پس از وفات شخص نامبرده (عبدالخلیل‌خان)، دست به دست شده و الی اینکه ناپدید شد. دربار این دودمان کانون شاعران، هنرمندان و دانشمندان خراسانی بود و به ساخت و ساز بناهای تاریخی و شهرسازی علاقهٔ فراوان داشته‌اند. طوری‌که ارگ هرات در تجاوز چنگیزخان ویران شد و چهل‌سال بعد در زمان فرمان‌روایی شمس‌الدین محمد، دوباره بازسازی و اعمار گردید. همچنان؛ در سال۷۷۷ه‍ در عهد ملک غیاث‌الدین، به دست صنعت‌گران هراتی دیگ تاریخی ساخته و وقف مسجد هرات شد که گفته می‌شود از نگاه ساخت و تزئینات یکی از شاهکارهای شگفت‌انگیز تاریخ می‌باشد. یکی از بناهای دیگر تاریخی هرات (باغ بیت الاماره یا بیت الامان) نیز در زمان این دودمان ساخته شد و این باغ همان‌طوری‌که از نامش پیداست، مکان شاهان هرات بود که گفته شده از حیث آبادی و زیبایی، باغی دیگر به شادابی و سرسبزی آن نبود و ناگفته نماند که بانی مصلی‌های هرات هم ملوک کُرت گفته شده‌اند که تیموریان آن را انکشاف داده و بیشتر ساختند. در مورد ریشه‌یابی واژهٔ «کُرت» پژوهش‌های چندانی نشده و اما گفته‌اند در خوارزم این واژه به معنای «برید یا شق نمود» است و در گویش کوه‌دامن-کابل به معنای بریده یا شق زمین کشاورزی‌ست، مثلاً: کُرت گندم، کُرت شالی، یک کُرت، دو کُرت، چند کُرت، این کُرت و آن کُرت. همچنان؛ در کتاب قاموس جغرافیایی افغانستان نام جایی در هرات گفته شده است.

### پادشاهی غوریان

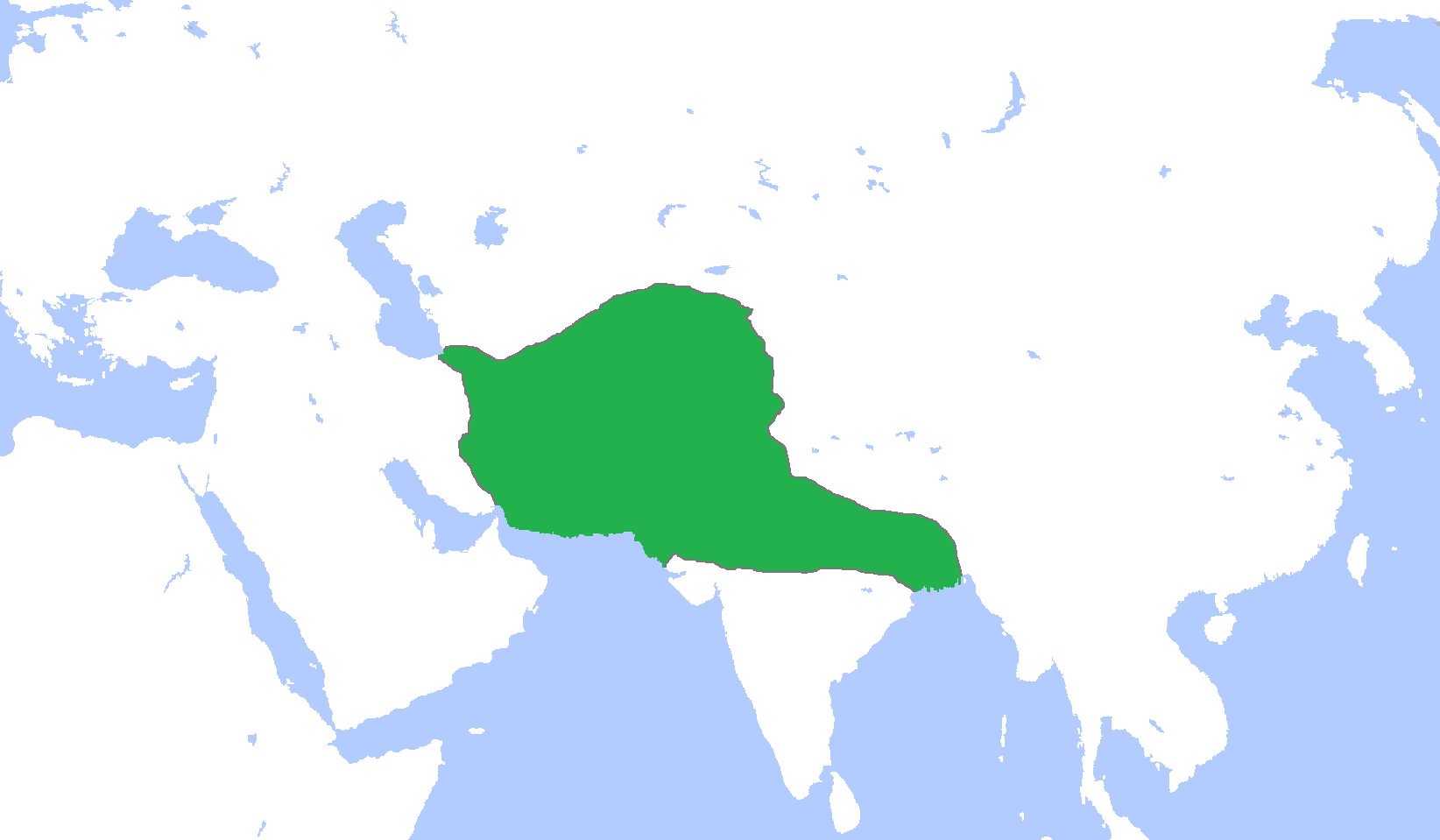
نقشه پادشاهی تاجیک‌تبار غوریان

سلطنت غوری یا شنسبانیان دودمانی تاجیک تبار از سلسلهٔ پادشاهان آریایی نژاد اند که شاهنشاهی ۱۵۶ ساله غزنویان ترک نژاد را سرنگون نمودند، وبعد از سلسلهٔ سامانیان آریایی، دودمان دیگری از این نژاد رهبری روند خود گردانی ملی و تقویهٔ فرهنگ باستانی سرزمین ایران بزرگ را بنفع صلح و مشارکت همگانی بنمایش گذاشتند. پادشاهان سلسله غوری از دوره خلافت حضرت علی از ۳۶ هـ.ق. تا ۴۹۳ هـ.ق. در حدود نزدیک ۴۵۷ سال بر ایالت غور در جمع تشکیلات سیاسی و اداری: امویان، عباسیان، طاهریان، صفاریان، سامانیان و غزنویان سلطنت نمودند. و از سال‌های ۴۹۳ هـ.ق. / ۱۱۰۰ میلادی بر بخشی از ایلات مرکزی خراسان ــ و از سال ۵۴۵ هـ.ق. / ۱۱۵۰ میلادی تا ۶۱۲ هـ.ق. /۱۲۱۵ میلادی از مشرق هندوستان و از سرحد چین و ماچین تا در عراق واز آب جیحون و خراسان تا کنار دریای هرمز مجموعاً به‌مدت ۱۱۹ سال حکم‌روایی می‌کردند. همچنان غوریان به‌قول تاریخ «طبقات ناصری» از زمان شهادت سلطان شهاب‌الدین غوری (۶۰۲ تا ۹۶۲ هـ.ق. برابر با ۱۲۰۶–۱۵۵۴میلادی به‌مدت ۳۶۰ سال تحت نام سلاطین معزیه دهلی در هندوستان حکومت کردند. که شاهدخت «سلطان رضیه غوری ۶۳۴ هـ.ق. / ۱۲۳۷ میلادی» نیز از جمع شاهان این سلسله می‌باشد.
با تناسب ارقام فوق می‌توان اذعان کرد که: روند فرمان‌روایی غوریان آریایی به‌صورت کل در سه مرحله مختلف:
[ ۱ ــ دورۀ سلطنت محلی در ایالت غور نزدیک به ( ۴۵۷ ) سال
۲ ـ دورۀ شاهنشاهی غوریان در خراسان بزرگ و بر بخشی از ایران بزرگ  و بر بخشی از هندوستان نزدیک به ( ۱۱۹ )  سال
۳ ـ دورۀ سلاطین غوری در هندوستان نزدیک به ( ۳۶۰ ) سال، حدود نهُ‌صد و سی‌وشش (۹۳۶) سال را در بر می‌گیرد.

## جنبش‌های سیاسی

### جنبش باسماچی‌ها
در اواخر قرن نوزدهم، امپراتوری روسیه آغاز به گسترش قلمرو خود در آسیای مرکزی کرد در بین سال‌های ۱۸۶۴ تا ۱۸۸۵ موفق به تسخیر کامل آسیای مرکزی گردید تا پیش از فتوحات روسیه، قلمرو تاجیکستان امروزی توسط دولت‌های امارات بخارا و خانات خوقند اداره می‌شد.
لشکر کشی روس‌ها، ابتدا انگیزه‌های اقتصادی داشت و با جنگ‌داخلی آمریکا در سال ۱۸۶۰ مرتبط بود. آمریکا بزرگ‌ترین صادر کننده پنبه به روسیه بود ولی با آغاز جنگ داخلی در آمریکا صادرات پنبه به روسیه را قطع کردند، این روسیه را بر آن داشت که به آسیای مرکزی به عنوان منبع جایگزین برای تأمین پنبه لشکرکشی کند؛ همچنین روسیه آسیایی میانه را بازار مصرفی برای ساخت کالاهای روسی به‌شمار می‌آورد.
تزارهای روس در سال۱۸۷۰ اقوام آسیای میانه را زیر فشار گذاشتند تا ۷۰ درصد زمین‌های زراعتی خود را پنبه بکارند، راهبردی که بعد توسط شوروی نیز گسترش و ادامه یافت. و این اجبار سبب ناراحتی شهروندان این خانات بود.
پس از انقلاب روسیه در سال ۱۹۱۷ در سرتاسر آسیای میانه قیام‌های مردمی ضد روس‌ها به وجود آمده بود، ریشهٔ این قیام‌ها برمی‌گشت به خشونت روس‌ها برای اجباری کردن خدمت سربازی، در سال ۱۹۱۶ زمانی که امپراتوری روسیه برای ادامه جنگ جهانی اول مسلمانان را برای خدمت در ارتش فراخواند؛ این فراخوان با مخالفت تاجیکان ولایت خوقند و درهٔ فرغانه که یک دره‌ای همانند پنجشیر استراتژیک است، مواجه شد. روس‌ها از قوهٔ قهریه استفاده کردند، این امر باعث شد، تا مردم فرغانه دست به تظاهرات بزرگ بزنند و به قرارگاه‌های نیروهای روسیه هجوم ببرند و دو پادگان این نیروها را اشغال، خلع سلاح و به کوه‌های فرغانه متواری شوند. این اتفاق زمانی افتاد که جنگ داخلی روسیه آغاز شده بود، جنبش‌های سیاسی مسلمانان آسیای میانه با استفاده از فرصت، تلاش کردند تا یک حکومت خودمختار در شهر خوقند در درهٔ فرغانه، تشکیل دهند. بلشویک‌ها که تازه به قدرت رسیده بودند در ۱۹۱۸ به خوقند و درهٔ فرغانه حمله کردند و در آنجا ۲۵هزار تن نیروهای مبارز ضد روسی که بیشترشان را تاجیکان تشکیل می‌دادند، قتل‌عام کردند، این قتل‌عام باعث حمایت گستردهٔ مردم از جنبش باسماچی‌ها شد. در نتیجه نیروهای آزادی‌خواه که روس‌ها جهت سیاه‌نمایی این نیروها را باسماچی‌ها (دزدها) یاد می‌کردند، با جنگ‌های چریکی، کنترل بخش بیشتری از دره فرغانه را به‌دست گرفتند.
روس‌ها از این مخالفت تاجیکان آسیای میانه به‌شدت نگران بودند؛ هم‌زمان این مخالفت‌ها به سایر نقاط تاجیک‌نشین در حال گسترش بود.
روس‌ها، جهت کنترل و جلوگیری از گسترش این مخالفت‌ها، هیئت را نزد امان‌الله «شاه خراسان» فرستادند و خواهان سرکوب مشترک سیاسی، فرهنگی، اجتماعی و نظامی تاجیکان دو سوی رود آمو شدند.
در نخستین اقدام شاه امان‌الله در سال ۱۹۲۳ اسم خراسان را به افغانستان تبدیل و با دعوت از استادان ترکی، زبان ازبکی را جاگزین زبان فارسی ساخت. هم‌زمان روس‌ها در آن سوی رود آمو در سال ۱۹۲۴ کشورهای آسیای‌میانه را بر اساس قومیت تقسیم‌بندی کردند.
با إشراف کامل بر این موضوع که تاجیکان آسیای میانه از لحاظ جمعیت و جغرافیا اگر از دیگر اقوام بیشتر نبودند، کمتر هم نبودند؛ اما نسبت همان حس آزادی‌خواهی و مقاومت مسلحانه تاجیکان علیه روس‌های متجاوز و تفاهم قبلی با امان‌الله، جغرافیای تاجیکان آسیای‌میانه را به ازبکستان بخشیدند.
این بی عدالتی روس‌ها و انگلیس‌ها در برابر تاجیکان ریشه‌ای تاریخی نیز داشت.
ده سال جنگ ایرانیان با روس‌ها در گرجستان، ارمنستان و آذربایجان و پیمان گلستان در سال ۱۸۱۳ و پیمان ترکمن چای در سال ۱۸۲۸بین روسیه و ایران و از دست رفتن قلمروی بزرگ فارسی‌زبان‌ها به نفع روس‌ها و حملهٔ انگلیس بر خرمشهر، بوشهر و اشغال خلیج فارس، ایران را ناگزیر ساخته بود تا با معاهده پاریس و جدایی هرات از ایران در سال ۱۸۵۷ تن دهد. اینها حوادث تلخی بودند که از خاطر تاجیکان/ فارس‌ها پاک نشده بود.
اما با مخالفت‌های بی‌امان نخبگان تاجیک و تظاهرات مردمی در شهرهای تاجیک‌نشین آن سوی آمو، روس‌ها ناگزیر شدند در سال ۱۹۲۵ ولایت پامیر را به عنوان جمهوری خودمختار تاجیکستان ایجاد کنند.

### جنبش سقاوی‌ها

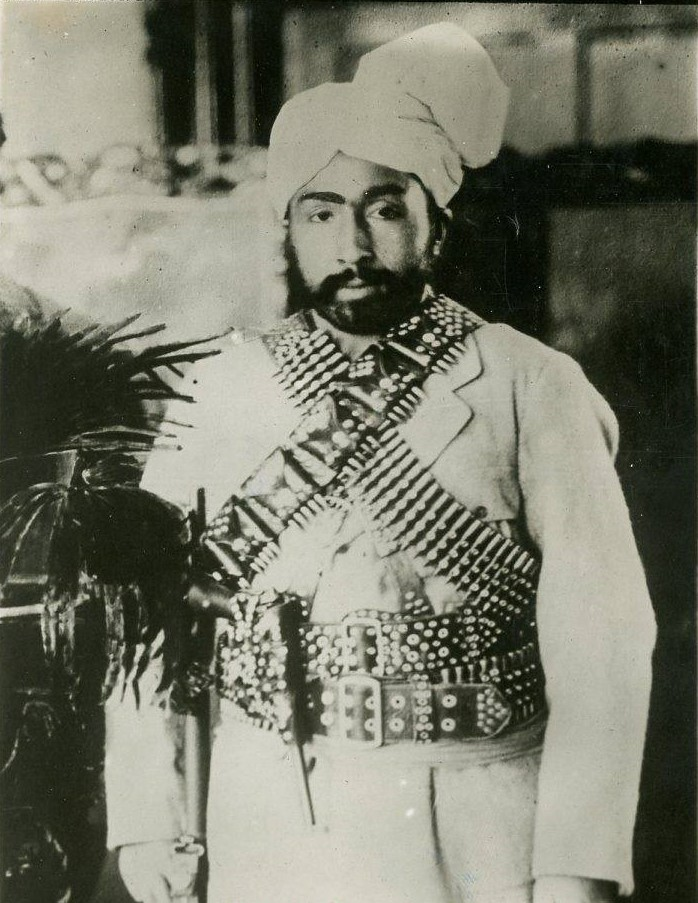
شاه حبیب‌الله کلکانی

با سفر امان‌الله به اروپا و برگشت آن به افغانستان و ظاهر شدن ملکه ثریا خانم امان‌الله، با لباس غربی، بهانه‌ای شد به قیام مسلحانه روحانیان تحت رهبری امیر حبیب‌الله خان کلکانی تاجیک‌تبار در افغانستان، روس‌ها همان‌گونه که برای توجیه سرکوب‌شان، مبارزان آن سوی آمو را باسماچی‌ها «دزدان» مسما و خطاب می‌کردند، در این سوی آمو نیز با تفاهم با امان‌الله مبارزان ضد حکومت شاهی را «دزدان شمالی» نام‌گذاری کردند. به همین دلیل تا هنوز شاه مبارز و ستم ناپذیر «حبیب‌الله خان کلکانی» را پشاتین با چنین القاب ناشایسته یاد می‌کنند. در حالی‌که این القاب سیاسی بود و هیچ گونه واقعیت نداشت.
سر انجام حکومت امان‌الله در سال ۱۹۲۹ توسط امیر حبیب‌الله خان کلکانی و یارانش سرنگون شد.
این اتفاق زمانی افتاد که تاجیکان درهٔ فرغانه کمابیش با روس‌ها درگیر بودند؛ اما بسیار ضعیف شده بودند.
در رأس اقتدار قرار گرفتن امیر حبیب‌الله خان کلکانی برای روس‌ها همچون یک کابوس وحشت ناک بود. بلافاصله با انگلیس‌ها تماس گرفتند و خواهان سرنگونی مشترک حکومت حبیب‌الله خان کلکانی شدند.
ترس روس‌ها این بود که حادثهٔ افغانستان سبب الهام بیشتر تاجیکان آسیای میانه شود؛ لذا به‌هر قیمت باید حبیب‌الله تاجیک تبار از قدرت در افغانستان عزل شود.
انگلیس و روسیه توانستند حبیب‌الله خان را به صورت مشترک با استفاده از مقدسات اسلامی که نزد آن شاه عیار نهایت قابل حرمت بود باشصت بر نیم قرآن کریم تضمین دهند؛ اما این اعتماد منجر به اعدام ناجوان مردانهٔ او و یاران وفادارش، توسط دلقک نادر شاه غدار پشتون تبار شد.
در آن سوی آمو روشنفکران و نخبگان تاجیک به‌شدت به تقسیم‌بندی غیرمنصفانه جغرافیا توسط روس‌ها، معترض بودند.
عملیات‌های گستردهٔ ارتش سرخ، شکست‌های زیادی به نیروهای مبارز تحت نام باسماچی‌ها وارد کرده بود اما حوادث افغانستان، کام روس‌ها را تلخ و خواب را از چشمان‌شان ربوده بود. سر انجام روس‌ها ناگزیر شدند در سال ۱۹۲۹ با پیوستن ولایت خجند که پیش از آن بخشی از ازبکستان بود به جمهوری تاجیکستان موافقت کنند. اگر حبیب‌الله خان در قید حیات می‌بود و حکومت اش یک یا دوسال ادامه می‌یافت، بدون شک شهرهای تاجیک‌نشین بخارا و سمرقند نیز به تاجیکستان ضمیمه می‌شدند؛ اما دریغ که مجال برای این شاه عیار داده نشد. روس‌ها، در سال ۱۹۴۰ آخرین تیر خود را بر پیکر تاجیکان شلیک و الفبای سیریلیک را جایگزین خط فارسی ساختند.

### حمله روس‌ها به افغانستان در سال۱۹۷۹

فرمانده احمدشاه مسعود

بخش بزرگ مردم تاجیکستان با حملهٔ روس‌ها به افغانستان مخالفت و تظاهرات کردند. روس‌ها همانند گذشته تظاهرات کنندگان تاجیک را سرکوب کردند.
بر علاوهٔ سرکوب تعداد زیادی نظامیان تاجیک را جهت جنگ به افغانستان فرستادند. تاجیکان نسبت کینه و عقده‌ای که از روس‌ها به دل داشتند، هم‌زمان با ورود شان به افغانستان در تلاش برقراری روابط با چریک‌های مجاهدین تاجیک تبار بودند. زندان‌های بگرام و پلچرخی مملو از مجاهدان اسیر تاجیک افغانستانی بودند. نسبت هم‌تباری سربازان روس تاجیک تبار با تاجیکان افغانستان، بیشتر کارمندان‌تحقیق بخش زندان بگرام را تاجیکان تاجیکستانی تشکیل می‌دادند. این فرصت مناسب سبب شده بود تا فرماندهان تاجیک با رهاسازی بخشی از زندانیان مجاهدین تاجیک تبار با احمد شاه مسعود ارتباط برقرار کنند و عقده‌های خون‌گشته در گلوی خود را از این طریق به احمد شاه مسعود برسانند.
یکی از عوامل اصلی که روس‌ها در تمام نُه‌بار، حملات سنگین و همه جانبهٔ خود به پنجشیر شکست می‌خوردند، روابط و اطلاعات دست اولی بود که احمد شاه مسعود از طریق هم‌تباران تاجیکستانی اش از داخل رهبری ارتش روسیه، قبل از آغاز عملیات به‌دست می‌آورد.
زمان عقب‌نشینی روس‌ها از افغانستان، احمد شاه مسعود با روس‌ها پیمان عدم حمله بالای نیروهای روسی هنگام خروج از درهٔ سالنگ را امضا کرد که با واکنش شدید گلبدین حکمتیار نیز مواجه و احمدشاه مسعود را به معامله متهم کرد؛ اما واقعیت امر این بود که روس‌ها تمام فرماندهان روس تبار خود را از مسیر هوایی تخلیه کرده بودند و تنها افسران و سربازان تاجیک، ازبک، قزاق و … در پایگاه بگرام و سایر نقاط، باقی مانده بودند که برای روس‌ها آنچنان زنده و مرده بودن آن‌ها مهم نبود؛ اما احمدشاه مسعود نسبت حس هم تباری و برگشت سلامت آنان نزد خانواده‌هایشان، برای آن‌ها ارزش زیادی قائل بود؛ لذا تعهد سپرد و برای تمام فرماندهانش دستور جدی صادر کرده بود که به کاروان سربازان روسی آسیب نرسانند و حتی در بغلان که حکمتیار دستور حمله بالای کاروان روس‌ها را داده بود، با مخالفت نیروهای احمد شاه مسعود مواجه شدند و این‌گونه بود که کاروان روس‌ها که در اصل تاجیکان و دیگر اقوام آن سوی آمو بودند، در سلامت کامل افغانستان را ترک کردند.

### استقلال تاجیکستان

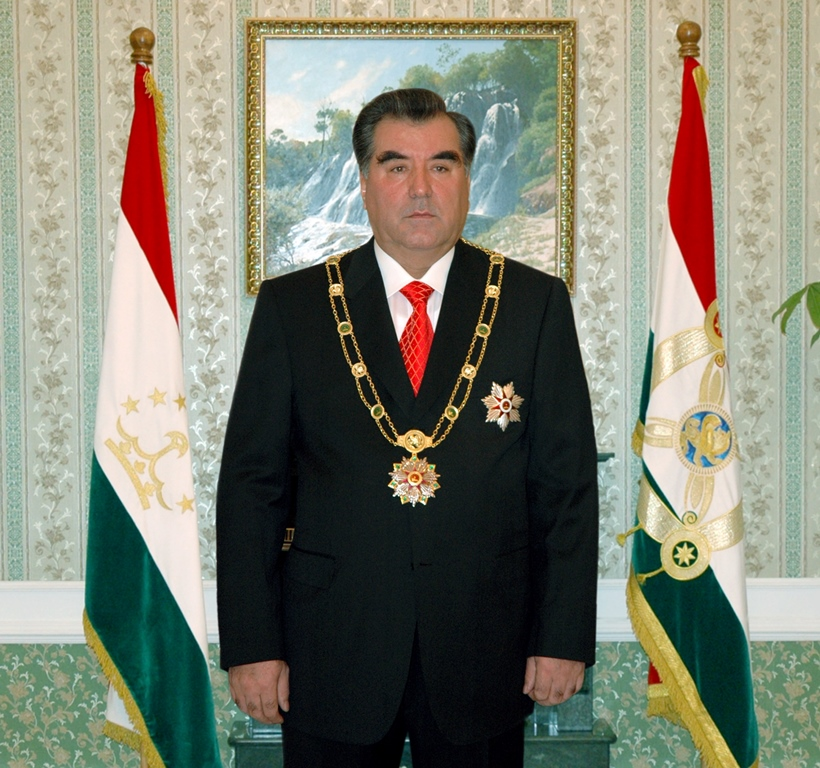
امامعلی رحمان رئیس‌جمهور کشور تاجیکستان

پس از فروپاشی اتحاد جماهیر شوروی در بین کشورهای آسیای میانه، تنها جمهوری تاجیکستان گرفتار جنگ داخلی شد.
ریشهٔ این جنگ بر دشمنی دیرینهٔ روس‌ها با تاجیکان مرتبط بود.
روس‌ها، افغانستان را ترک کردند؛ اما غرور و اقتدار ملی شان در سطح منطقه و جهان به‌شدت در هم شکسته بود و علت اصلی این تحقیر را آمریکا، پاکستان و احمدشاه مسعود می‌دانستند.
در آستانهٔ فروپاشی شوروی بین سال های۱۹۸۸ تا ۱۹۹۱ جنبش‌های ملی آزادی‌خواهی تاجیکان تاجیکستان به سرعت در حال شکل‌گیری بود.
ویژگی این جنبش‌ها در این بود که استقلال‌طلبان، روشنفکران، ملی‌گرایان و مذهبیون اسلامی همگی در یک سنگر در برابر جمهوری سوسیالیستی تاجیکستان وابسته به شوروی قرار داشتند. حکومت کمونیستی تاجیکستان در جنوب و شمال پشتیبانی مردمی داشت اما مرکز و شرق کشور در اختیار ملی‌گرایان و مذهبیون بود.
شهردار دوشنبه که یک تاجیک به‌شدت ملی‌گرا بود طی جلسه‌ای در شهرداری دوشنبه در سال ۱۳۷۰ یعنی پنج روز بعد از اعلام رسمی استقلال تاجیکستان، تصمیم گرفت تا مجسمه لنین از میدان آزادی شهر برداشته شود و مجسمه فردوسی را نصب کند.
این کار با مخالفت جدی روس‌ها و حکومت حامی آن‌ها مواجه شد.
رحمان نبی‌اف رئیس‌جمهور حامی روسیه بلافاصله اکرام‌اُف شهردار دوشنبه را برکنار کرد. نیروهای ملی‌گرا، اسلامی و دموکرات در مخالفت به این اقدام رئیس‌جمهور، تظاهرات گسترده‌ای را به طرفداری از شهردار و نصب مجسمه فردوسی آغاز کردند. با بازداشت اکرام اف شهردار بر کنار شده، تظاهرات شدت بیشتر گرفت. این تظاهرات دو ماه در مرکز شهر دوشنبه به درازا کشیده شد.
دولت نیز با آوردن هواداران خود از کولاب (تاجیکستان) و خجند که از دوران شوروی حامی حزب کمونیست بودند، تظاهراتی را در دوشنبه ترتیب داد. تظاهرات به خشونت کشیده شد.
دولت ناگزیر شد به خواست تظاهرات کنندگان مخالف دولت تمکین کند؛ اما این تمکین با مخالفت طرفداران حزب کمونیست و طرفداران شوروی مواجه شد. طرفداران حزب کمونیست که به‌شدت خشمگین بودند، بالای ملی‌گرایان و اسلام گرایان حمله‌ای نظامی کردند و صدها تن را در قرغان تپه کشتند. ریس جمهور نبی اف مجبور به استعفا گردید.
کولابی‌ها یا طرفداران کمونیست‌ها با برگزاری نشست شورای عالی در خجند امام‌علی رحمان ریس جمهور کنونی که خود نیز یک کولابی و وکیل پارلمان بود را با رای اکثریت به ریاست کشور برگزیدند.
در سال ۱۳۷۱ نیروهای وفادار به حکومت جدید و شبه نظامیان کولابی، شهرهای حصار و دوشنبه که در کنترل نیروهای مخالف بودند به زور تصرف کردند صدها تن از نیروها و هواداران گروه‌های اسلامی و دموکراتیک را کشتند و بیش از دوصد هزارتن آواره شدند، پایگاه اصلی مخالفان در "غرم" مرکز وادی رشت را تصرف و با قساوت زیاد بیش از صدها تن را کشتند. اما درگیری‌ها همچنان ادامه داشت. در همین ماه امام‌علی رحمان با سناریویی که خود نیز از آن بی‌خبر بود و از پیش توسط رئیس‌جمهور روسیه "بوریس یلتسین" و ریس جمهور ازبکستان اسلام کریموف که خود نیز از تاجیکان سمرقند بود برایش بر نامه‌ریزی و از او خواستند تا از نیروهای روسب و ازبکستانی رسماً در خواست کمک کند.
امام‌علی رحمان ریس جمهور تاجیکستان که از برنامه پشت‌پرده و نیت شوم دشمنان در ظاهر دوست، بی‌اطلاع بود، از نیروهای این دو کشور رسمأ در خواست کمک کرد؛ بلافاصله ۱۵هزارتن از نیروی ارتش ازبکستان و ۲۵ هزارتن از نیروهای روسی که قبلاً بخش آن‌ها در پایگاه ۲۰۱ در تاجیکستان مستقر بودند وارد فاز عملیاتی و درگیری بامخالفان دولت را تشدید کردند. طبق تفاهم قبلی نیروهای ارتش روسیه در بدخشان و نیروهای ازبکستان در خجند مستقر شدند.
پلان و برنامه پشت پرده‌ای که روس‌ها با ازبکستانی‌ها از قبل هماهنگ و به تفاهم رسیده بودند، پیوستن دوباره خجند به ازبکستان بود.
برای این منظور شخصی را به نام "سنگک صفر اف "از چهره‌های جنایت‌کار که ۲۳ سال به اتهام جنایی و قاچاق موادمخدر در تاجیکستان زندانی بود، رها ساختند و سازمانی را تحت عنوان " فرانت خلقی" یا جبهه مردمی تأسیس کرد. وظیفهٔ تسلیح این سازمان را روسیه و ازبکستان بدوش داشتند. این سازمان مأموریت داشت تا زیر نام مبارزه با نیروهای اسلام‌گرای نهضت اسلامی تاجیکستان خود را تا سطح رهبری ارتش تاجیکستان ارتقا و سپس کودتایی را علیه رئیس‌جمهوری تاجیکستان ترتیب و رسماً خواهان پیوستن به ازبکستان شود.
قابل ذکر است که در جنگ داخلی؛ تاجیکستان، روسیه و ازبکستان از نیروهای کمونیستی، و ایران و افغانستان از نیروهای نهضت اسلامی حمایت می‌کردند.
سرویس‌های امنیتی ایران و افغانستان از نیت و برنامه روس‌ها و ازبکستانی‌ها اطلاع حاصل کرده بودند. به همین منظور استاد ربانی و شادروان احمدشاه مسعود ابتدا این مسئله را با سید عبدالله نوری رهبر اپوزیسیون تاجیک که در افغانستان بود در میان گذاشتند و برایش تذکر دادند که خطر در کمین است اگر صلح نکنید تاجیکستان از دست خواهد رفت. نوری حرف‌های استاد ربانی و احمدشاه مسعود را رد نکرد اما مشروط به پذیرش امام‌علی رحمان ساخت. احمدشاه مسعود نمایندگان خود را به تاجیکستان فرستاد و امام‌علی رحمان را از خیانت دوستانش در جریان گذاشت و از او دعوت نمود تا در یک زمان مناسب غرض ملاقات با رهبر اپوزیسیون به کابل بیاید.
امام‌علی رحمان که از این خیانت شوکه شده بود، فورأ دست به لغو سازمان سنگک صفر اف زد که با مخالفت روس‌ها و ازبکستانی‌ها مواجه شد، آنجا بود که شک اش به‌یقین تبدیل و خود را کاملاً اسیر دوستان گرگ‌صفت اش یافت. بعد از این وقایع نیروهای روسیه و ازبکستان امام‌علی را چون سایه زیر نظر داشتند. امام‌علی رحمان که از دعوت نیروهای همسایه به‌شدت اظهار ندامت و پشیمان می‌کرد؛ چاره جز مدارا و گذشت با این نیروها نداشت. ناگزیر از کانال‌های سری از احمد شاه مسعود در خواست کمک کرد، احمد شاه مسعود با هماهنگ ساختن ده هزار تن نیروهای مخالف دولت تاجیکستان و پنج هزارتن نیروهای خودی، طرح حمله بالای نیروهای ازبکستانی و روسی را بر نامه ریزی کرد. ابتدا مبارزان تاجیک از دریای آمو عبور و بالای ولایت سرخان دریای ازبکستان حمله کردند و به‌شدت ساختمان‌های شهر را راکت باران و تخریب کردند. ازبکستان که به نیت إلحاق خجند به تاجیکستان نیرو فرستاده بود؛ حال ولایت کشور اش در حال از دست رفتن بود، بلافاصله با نگرانی تمام نیروهایش را از تاجیکستان خارج ساخت. هم‌زمان بخش دیگر از نیروها در همین سال (۱۹۹۳) مقر اصلی نیروهای روسیه در شورآباد تاجیکستان در مرز با افغانستان تحت حمله نیروهای اسلامی که از افغانستان وارد تاجیکستان شده، تار و مار شدند و ۲۵ سرباز و افسر روسیه کشته شدند و بیش از۲۰۰ تن از سربازان روس اسیر شدند. این دو حادثه هم‌زمان پلان و برنامه‌های روسیه و ازبکستان را که رؤیای تجزیه تاجیکستان را داشتند با خاک یکسان کرد. این‌گونه بود که احمدشاه مسعود یکبار دیگر خواب را از چشمان نیروهای متجاوز روس ربود و از حاکمیت ملی تاجیکستان دفاع کرد. بعد از این حوادث روس‌ها، بلافاصله پریما کف رئیس اداره جاسوس روسیه را نزد احمدشاه مسعود فرستادند و خواهان ملاقات با سید عبدالله نوری رهبر مخالفان تاجیک شدند.
سپس به افغانستان و ایران سفر کرد و وعدهٔ آغاز مذاکرات صلح واقعی را دادند. در پی این حوادث بود که جنگ تاجیکستان به عنوان یک مشکل بین‌المللی در رسانه‌های جهانی مطرح شد.
روس‌ها و ازبکستانی‌ها که برنامه‌هایشان یکبار دیگر توسط احمدشاه مسعود برهم خورده بود، در صدد انتقام از او برآمدند.
حمایت از جنرال دوستم را در اهداف راهبردی خود قرار دادند.
طی دعوت رسمی از مارشال دوستم به اوزبکستان، از او خواستند تا از صف حامیان حکومت ربانی و مسعود کنار برود. در عوض برای او تسلیمی شمالی، حمایت نظامی و چاپ پول جنبش را وعده سپردند.
جنرال دوستم موافقت کرد. هم‌زمان با ورودش به افغانستان دستور حمله بر قرارگاه‌های نظامی تپهٔ مرنجان و شش‌دَرَک کابل صادر و عملاً با حکومت استاد ربانی اعلام جنگ کرد. در عوض طبق تفاهم پول‌های جنبشی توسط روسیه چاپ و در صحفات شمال وارد بازار شد.
احمدشاه مسعود که در چندین جبهه در حال نبرد بود، با باز شدن جبهه جدید توسط روسیه و ازبکستان به‌شدت زیر فشار مضاعف قرار داشت، چاره جز فشار وارد کردن بالای نیروهای مخالف تاجیکستان نداشت، تا به صلح تن دهند
به همین دلیل مجددأ از امام‌علی رحمان خواست تا به کابل سفر کند.
امام‌علی رحمان در سال (۱۳۷۴) به کابل سفر کرد و بعد در سال (۱۳۷۷) به خوستده فرخار ولایت تخار آمد با سید عبدالله نوری، استاد ربانی و احمدشاه مسعود مذاکره نمود و توافق نمودند تا هر دو در نظام سیاسی مشترک کار کنند. مسئله توافق میان هردو جانب در دیدار خوستده فرخار حل شده بود، با آن هم ریس جمهور تاجیکستان چند نشست دیگر را در تهران، عشق آباد و مسکو به اشتراک رهبران این کشورها برگزار نمود تا شرکا و هم پیمان‌های خود را نسبت به تأمین صلح دوامدار در تاجیکستان راضی نگهدارد.
در سال ۱۹۹۷ زمانی که هواپیمای حامل سید عبدالله نوری رهبر حزب مقاومت تاجیکستان در هنگام حرکت از تهران به دوشنبه، از سوی طالبان در قندهار گروگان گرفته شد. ملا عمر رهبر طالبان از سید عبدالله نوری خواست تا با طالبان متحد و با مبارزه خود ادامه دهد اما پس از آن که آقای نوری از گرو طالبان رها شد از مقاومت استاد ربانی و احمد شاه مسعود در برابر طالبان حمایت کرد و حمایت از طالبان برای یک تاجیک را ننگ تاریخی خواند.
سر انجام پس از پنج سال جنگ داخلی، یک میلیون مهاجر، ۱۵۰ هزار کشته و ده میلیارد دلار خسارت مالی، سید عبدالله نوری رهبر نهضت اسلامی و امام‌علی رحمان تفاهم نامه صلح و آشتی ملی را در سال ۱۹۹۷ در مسکو در حضور نمایندگان سازمان ملل، روسیه، افغانستان و ایران امضا کردند و رسمأ جنگ داخلی تاجیکستان پایان یافت.
از این تفاهم نامه همه کشورها استقبال کردند به جز ازبکستان، این کشور که به اهداف اش نرسیده بود برای آخرین بار در سال ۱۹۹۸ با حمایت محمود خدا بردی اف، رهبر آموزش دیدهٔ ارتش وابسته به ازبکستان با لباس ارتش تاجیکستان بالای خجند حمله کرد تعداد زیاد افراد بی‌گناه کشته شدند، اما نیروهای تاجیکستان توانستند این فرمانده ارشد ارتش وابسته به بیگانه را بعد از پنج شبانه روز نبرد شکست دهند و او سر انجام مجبور شد به ازبکستان فرار کند. امام‌علی رحمان، معاون رئیس‌جمهور سابق وابسته به ازبکستان و اسلام کریم اف، رئیس‌جمهور ازبکستان را به توطئه و خیانت به کشورش متهم کرد. این حادثه به تیرگی روابط دو کشور انجامید. تا آنجا که تا مرگ اسلام کریم اف در سال ۲۰۱۶ تمام روابط فرهنگی، توریستی و بازرگانی در تمام شش گزرگاه مرزی مشترک به گونهٔ کامل بسته شد. شهرهای بخارا، سمرقند و سرخان دریا که بیش از ۹۰ تا ۹۵ درصد شان‌را تاجیکان تشکیل می‌دهند، بعد از این حادثه حق آموزش، به زبان مادری خود را به گونهٔ کامل از دست دادند.
این گونه بود که تاجیکستان از دل حوادث خونین با حمایت برادرانهٔ شهید استاد ربانی و احمد شاه مسعود، حاکمیت اش حفظ و اقتدار در دستان تاجیکان باقی ماند.

## گستردگی جغرافیایی

### تاجیک‌های ازبکستان
در ازبکستان بیشترین جمعیت شهرهای سمرقند و بخارا را تشکیل می‌دهند و به‌شمار زیاد در ولایت‌های کشک‌دریا و سرخان‌دریا در جنوب و در امتداد سرحدات شرقی ازبکستان با تاجیکستان و همچنین در درهٔ فرغانه (در ولایت‌های فرغانه و نمنگان) زندگی می‌کنند. در گذشته تاجیک‌ها در مناطق وسیع‌تری از آسیای میانه سکنی داشتند، ولی به سبب تهاجم گستردهٔ ترکان از شمال و شرق به این منطقه جابه‌جا شدند.
امروزه تاجیکان حدود ۷۹٫۹٪ تا ۸۴٫۴٪ جمعیت تاجیکستان و بنابر منابع مختلف ۲۵٫۳٪ تا ۳۱٪ از جمعیت افغانستان را تشکیل می‌دهند. براساس آمار رسمی ازبکستان تاجیک‌ها ۴٫۷٪ تا ۴٫۹٪ جمعیت کل این کشور را شامل‌اند. اما آمارهای غیررسمی تعداد تاجیک‌های این کشور را میان ۸ تا ۱۱ میلیون (۲۵٪ تا ۳۵٪) تخمین می‌زنند. ولایت‌های سمرقند، بخارا، سرخان‌دریا، قشقه‌دریا، نمنگان، نوایی و فرغانه از مناطق تاجیک‌نشین ازبکستان‌اند. برخلاف آمار رسمی فارسی‌زبانان ازبکستان (تاجیک‌ها) ۳۰ تا ۴۰ درصد برآورد شده‌اند. نمایه‌های رسمی سرشماری کشور ازبکستان شمار تاجیکان این کشور را پیرامون ۵ درصد کل جمعیت اعلام کرده‌اند و این نمایه‌ها به همین شکل بدون چون و چرا از سوی بیشتر غربی‌های دانشگاهی، روزنامه‌نگار و نویسندگان راهنماهای مسافرتی تکرار شده‌اند. در همین حال تاجیک‌ها در سراسر ازبکستان بر این پافشاری دارند که این نمایه بیشتر به ۲۵ تا ۳۰ درصد نزدیک است و بر این که تاجیک‌ها ۷۰ درصد باشندگان (جمعیت) سمرقند، پایتخت پیشین و دومین شهر بزرگ ازبکستان و بیش از ۹۰ درصد مردم بخارا را تشکیل می‌دهند تأکید می‌کنند. بیشتر مردم منطقهٔ کوهستانی شمال‌شرقی تاشکند، آنسوی سد چورووک تاجیک‌اند، همچنین مردم بخش‌هایی از درهٔ فرغانه، ولایت جیزخ، سرخان‌دریا و قشقه‌دریا. استادان دانشگاه دولتی سمرقند کل جمعیت تاجیک ازبکستان را ۶ تا ۷ میلیون نفر (۱۸٪ تا ۲۱٪) برآورد می‌کنند. این شمار برابر با جمعیت تاجیکان در جمهوری تاجیکستان است. پان‌ترکیسم از اواخر سدهٔ نوزدهم یکی از عناصر اصلی در جعل جمهوری بخارا بود. در تمام نقاطی که ساکنانش پارسی (تاجیک) بودند مدارس به زبان ترکی جغتایی ایجاد شد و دانش‌آموزان تاجیک به اجبار به این مدارس می‌رفتند.
براساس آخرین سرشماری اتحاد جماهیر شوروی که در سال ۱۹۸۹ انجام شد ۴٬۲۱۵٬۳۷۲ نفر از اهالی این کشور خود را تاجیک معرفی کرده‌اند. از این تعداد ۳٬۱۷۲٬۴۲۰ نفر در جمهوری تاجیکستان، ۹۳۳٬۵۶۰ نفر در ازبکستان، ۳۸٬۲۰۸ نفر در روسیه، ۳۳٬۵۱۸ نفر در قرقیزستان، ۲۵٬۵۱۴ نفر در قزاقستان، ۴٬۴۴۷ نفر در اوکراین، ۳٬۱۴۹ نفر در ترکمنستان بوده‌اند.

### تاجیک‌های افغانستان

نقشه پراکندگی اقوام در افغانستان (تاجیک‌ها به رنگ سبز)

تاجیکان گروه‌های عمدهٔ قومی در افغانستان در شهرهای کابل، هرات، مزار شریف، گردیز و ولایات بدخشان، پروان، پنجشیر، کاپیسا، سمنگان، سرپل، تخار، و لوگر، بلخ، جوزجان، بغلان، ولایت هرات، ولایت کابل، ولایت لغمان، کهندژ، فاریاب، بامیان، فراه، غور، بادغیس و پکتیا مناطق هستند که تاجیک‌ها در آن سکنی دارند. البته تاجیک‌ها در بسیاری از ولایات افغانستان زندگی می‌کنند. تاجیک‌ها در افغانستان دومین قوم پس از پشتون‌ها از نگاه نفوس هستند.
البته بدون در نظرداشت پشتون‌های پاکستانی (شهروندان پاکستان) که در پنجاه سال اخیر به منظور تغییر بافت قومیتی در شمال افغانستان انتقال یافتند. تاجیک‌ها بزرگ‌ترین قوم از نگاه جغرافیایی و جمعیت هستند.

### تاجیک‌های پاکستان
به‌طور کلی تاجیک‌های پاکستان را می‌توان به دو بخش دسته‌بندی کرد: تاجیک‌های پامیری و تاجیک‌های سواتی (پشتو زبان).

#### تاجیک‌های پامیری
تاجیک‌های پامیری زبان در
دره‌های گوجال، ایشکومن و یاسین در منطقه گلگت-بلتستان در شمال پاکستان و همچنین ناحیه چترال، محل زندگی بومی قابل توجهی از تاجیک‌های پامیری است که به مردمان وخی معروف هستند و به زبان‌های وخی و سریکالی صحبت می‌کنند.

#### شلمانی‌های سواتی
پژوهش‌های اخیر تاریخی و باستان‌شناسی نشان می‌دهد در منطقه‌ای که اینک شمال پاکستان و شمال‌شرق افغانستان است، پادشاهی تاجیک‌تباری قبل از تشکیل امپراتوری مغول وجود داشته است که از توابع سلطنت دهلی محسوب می‌گردید. این سلطنت تاجیک‌تبار به واسطهٔ امپراتوری غوری ایجاد شده بود.
شواهد کافی برای تأیید وجود جامعه قابل توجه دهگان در دره پیشاور، باجور، دیر و سوات از زمان ساسانیان و پیش از آن وجود دارد. اینها بخشی از دهگانان باختری بدخشان، کنر، لغمان و مناطق مجاور آن بودند. در این راستا دهگان‌های شالمانی شهرت بیشتر دارند.
اینها زرتشتیانی بودند که به دستور غزنویان به اسلام گرویدند. سواتی‌ها بعداً با شلمانی‌ها ارتباط پیدا کردند و رئیس آن‌ها حتی مدت‌ها پس از پذیرش اسلام به نام «گبر» – واژهٔ تحقیرآمیز مسلمانان برای زرتشتیان، شناخته می‌شد.
گبرها (یا زرتشتی‌ها) سلاطین منطقهٔ دره رود پیچ در ولایت کنر کنونی افغانستان در زمان سلطنت غوری بودند.
آنها با دو طایفه می‌تراوی‌ها (میترا) و مومیالی‌ها، یک جناح تشکیل دادند. سواتی‌ها که به عنوان دست نشانده‌گان غوری عمل می‌کردند، برخاستند و کابل تا کشمیر را به عنوان دست نشاندگان غوری فتح کردند و در مجموع به عنوان سوادی‌ها (که بعداً به سواتی) معروف شدند. گفته می‌شود که سویدی اصطلاحی است که برگرفته شده از زبان‌های باستانی خاورمیانه که منشأ ساسانی دارد. سویدی به ساکنان سرزمین‌های حاصلخیز که توسط رودخانه‌ها آبیاری می‌شوند، اطلاق می‌شود.
سرزمینی که آن‌ها بر آن حکومت می‌کردند به عنوان ایالت گبر یا سلطان‌نشین سواد (سوات) شناخته شد. آنها به زبان گبری، گویش قدیمی و منقرض شدهٔ دری صحبت می‌کردند.
دهگانان این منطقه، هر چند که اکنون پشتو زبان هستند، اما پیشتر با یکی از گویش‌های زبان فارسی مانند گبری، دهگانی و لغمانی سخن می‌گفتند که رواج این زبان‌ها در منطقه توسط ظهیرالدین محمد بابر، بنیان‌گذار امپراتوری مغولی هند، ثبت شده است. اگرچه این گویش‌ها اکنون منقرض شده‌اند، اما گمان می‌رود که این گویش‌ها شبیه گویش‌های تاجیکی، شغنی و روشانی امروز بوده باشند.

### تاجیک‌های چین

نقشه اقوام کشور چین(تاجیک‌ها به رنگ سبز) در غرب چین در مرز افغانستان و تاجیکستان زندگی می‌کنند

امیر حکومت کاشغریه که تقریباً استان سین کیانگ امروزی را در بر می‌گرفته تاجیکی به نام محمد یعقوب بیگ بوده است. تاجیکان یکی از ۵۶ قومیت رسماً شناخته شده در جمهوری خلق چین هستند. این گروه با ۴۱٬۰۲۸ نفر جمعیت (سرشماری سال ۲۰۰۰) دارند. بیشتر آن‌ها در شهرستان خودمختار تاجیک‌نشین تاش‌قُرغان در استان سین‌کیانگ زندگی می‌کنند. شهری در دروازهٔ غربی چین و در کنار قله‌های مرتفع قسمت شرقی فلات پامیر که در دههٔ ۱۹۵۰ ساخته شد و بقیهٔ آن‌ها هم در جنوب سین‌کیانگ پراکنده هستند. برخی از پژوهش‌ها آنان را مجموعه‌ای از چندین گروه قومی تاجیک می‌پندارند که منسوب به تاجیک‌های تاجیکستان می‌باشند.

## ژنتیک
هاپلوگروپ غالب پدری در میان تاجیک‌های امروزی هاپلوگروپ R1a Y-DNA است. ۴۵٪ از مردان تاجیک دارای R1a (M17)، ~18% J (M172)، ~8% R2 (M124) و ~8% C (M130 و M48) هستند. تاجیک‌های پنجکنت ۶۸ درصد R1a، تاجیک‌های خجند ۶۴ درصد R1a به دست می‌آورند. فراوانی بالای هاپلوگروپ R1a در تاجیک‌ها احتمالاً نشان‌دهنده یک اثر بنیان‌گذار قوی است. بر اساس آزمایش ژنتیکی دیگر، ۶۳ درصد از نمونه‌های مرد تاجیکستان از تاجیکستان دارای R1a هستند. گفته می‌شود در حدود ۱۰٪ از تاجیک‌ها موی بلوند دارند، که بیشتر در ناحیهٔ زرافشان و پامیر فراوانند.

## زبان
نوشتار اصلی: زبان فارسی
تاجیک‌ها از اقوام دارای پیشینهٔ چند هزار ساله، تاریخ پربار و گهرباری هستند و در ادوار تاریخ به زبان‌های گوناگون سخن می‌گفتند. تاجیک‌ها در گذشته به زبان‌های سغدی، خوارزمی، باختری و .. سخن می‌گفتند. تاجیک‌ها امروزه به زبان‌های پارسی، و پامیری (شغنی، سنگلیچی، اشکاشمی، منجانی، واخی، روشانی و ..)سخن می‌گویند. زبان پارسی در کشورهای افغانستان، تاجیکستان، ازبکستان، ایران و زبان‌های پامیری در چین، پاکستان، تاجیکستان، افغانستان صحبت می‌شود. فارسی لهجه‌های محلی و منطقه‌ای دارد؛ مثلاً فارسی بدخشی، فارسی دوشنبه‌گی، فارسی فرغانی، فارسی سمرقندی، مشهدی، تهرانی، اصفهانی، هراتی، کابلی، پنجشیری و لوگری.
آنچه فارسی دری خوانده می‌شود، گونهٔ ادبی و رسمی فارسی است که در سراسر قلمرو فارسی تقریباً یکسان است. فارسی‌زبانی هندواروپایی از شاخهٔ هندوایرانی و زیرشاخهٔ زبان‌های ایرانی است. فارسی تاجیکی زادهٔ زبان فارسی است که همراه با دری از لهجه‌های شرقی فارسی محسوب می‌شوند.
در تاجیکستان، زبان روسی نیز در امور دولتی و تجاری به‌طور گسترده کاربرد می‌شود.

## فرهنگ

### مراکز فرهنگی

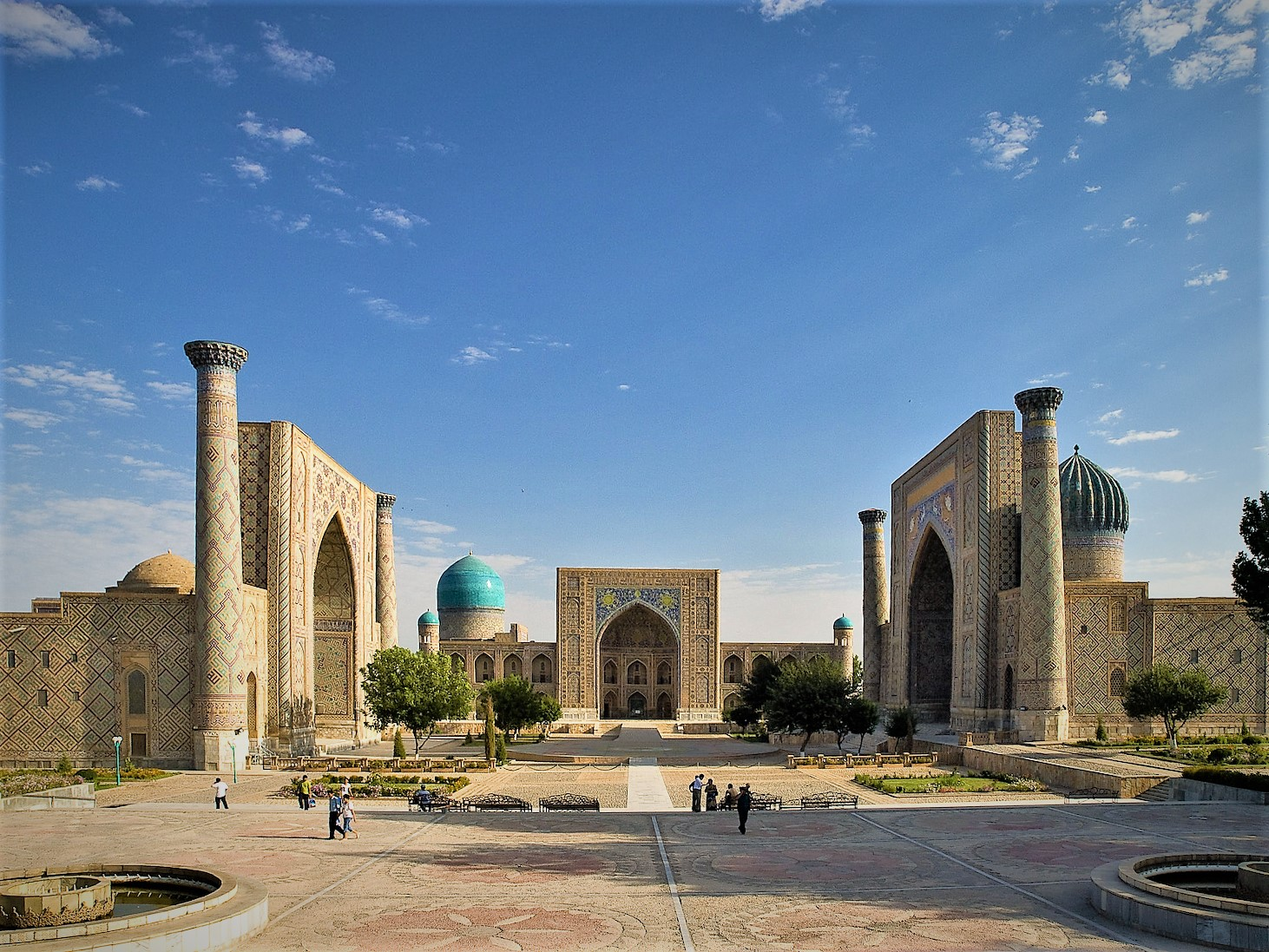
نمایی از ریگستان در شهر سمرقند
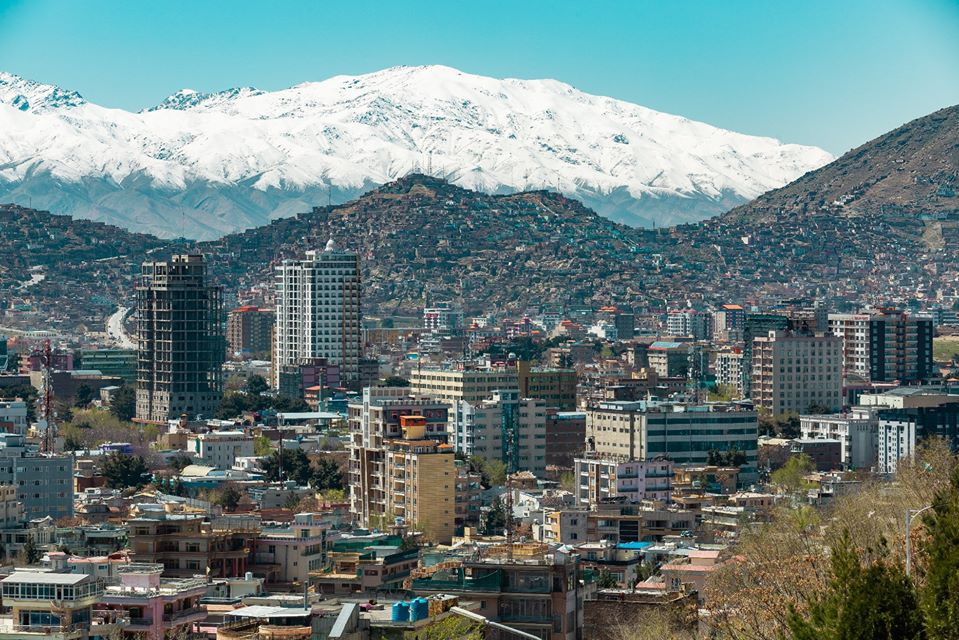
نمایی از شهر کابل
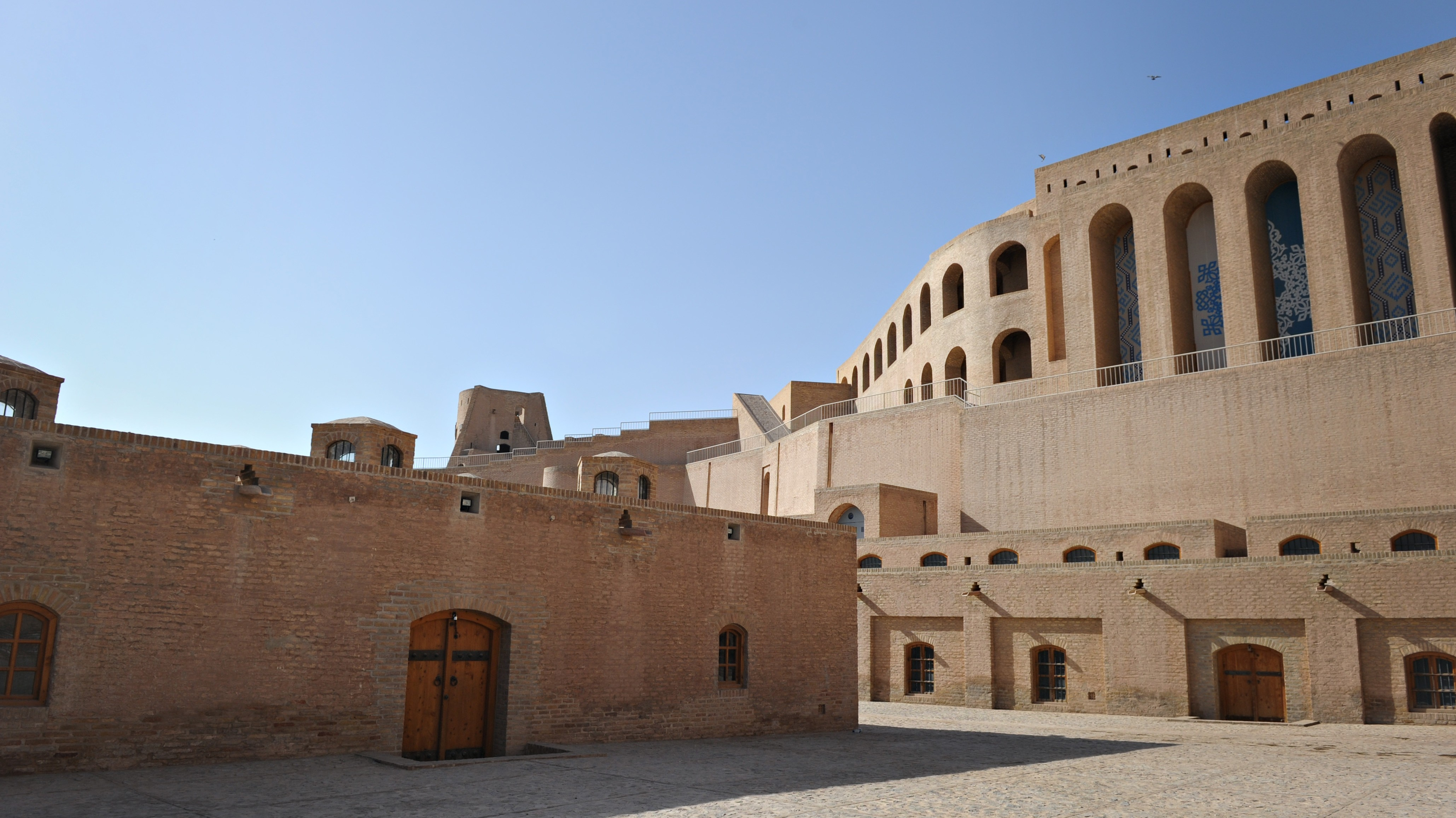
ارگ اختیار الدین در هرات
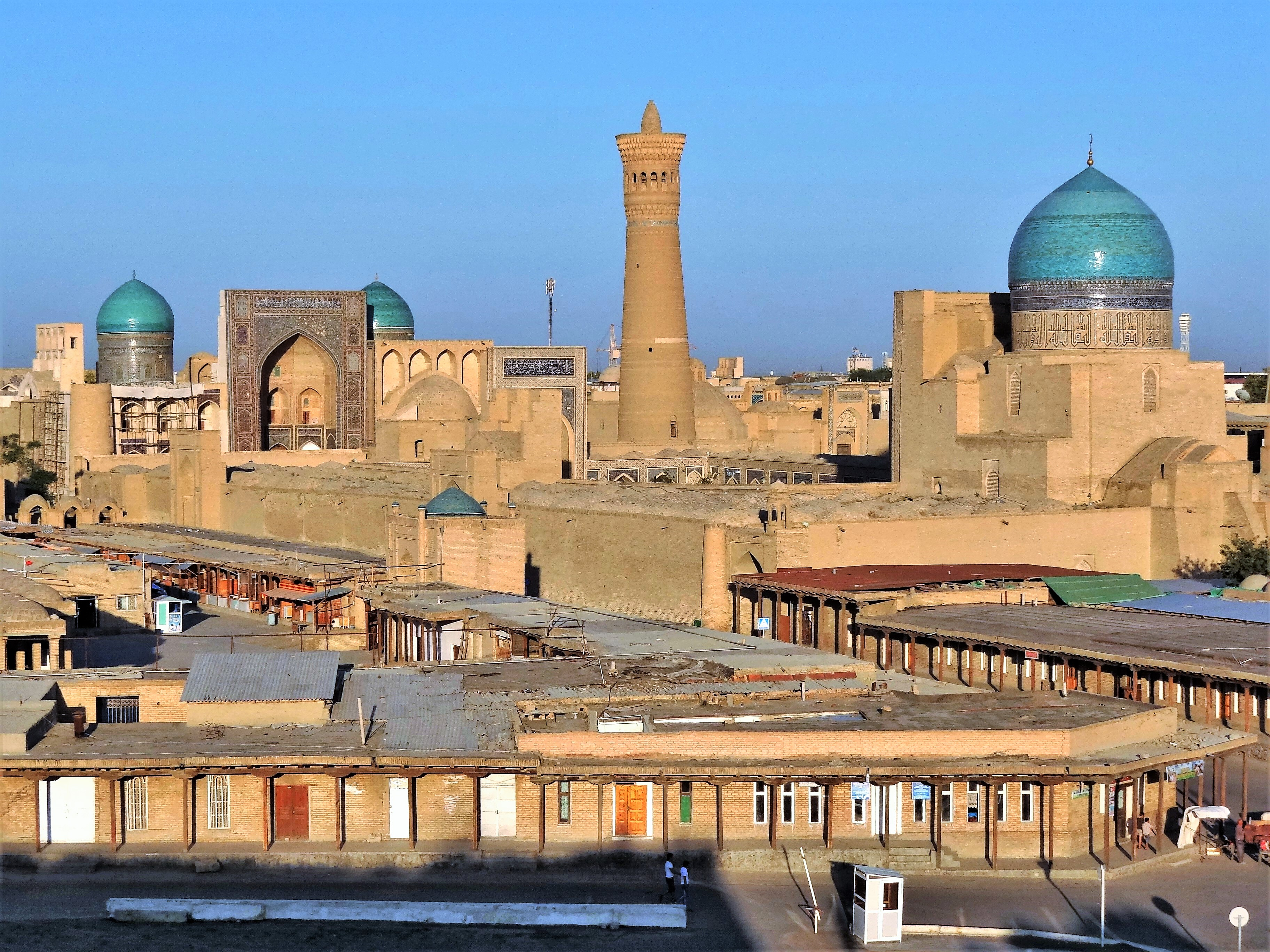
نمایی از مسجد کلان در شهر بخارا

تاجیک‌ها مردمان شهرنشین هستند و پیشه اکثریت شان بازرگانی و تجارت می‌باشد. تاجیکان از گذشته‌های دور اهل دانش، هنر و فرهنگ بوده‌اند. سمرقند اصلی‌ترین مرکز فرهنگی تاجیکان به‌شمار می‌رود. همچنین باشندگان بومی و بیشینهٔ جمعیتی شهر کابل را تاجیک‌ها تشکیل می‌دهد. ترمذ، بخارا، هرات، بلخ، فرغانه، خجند و … از دیگر شهرهای تاجیک نشین هستند.

### جشن‌ها

#### جشن نوروز

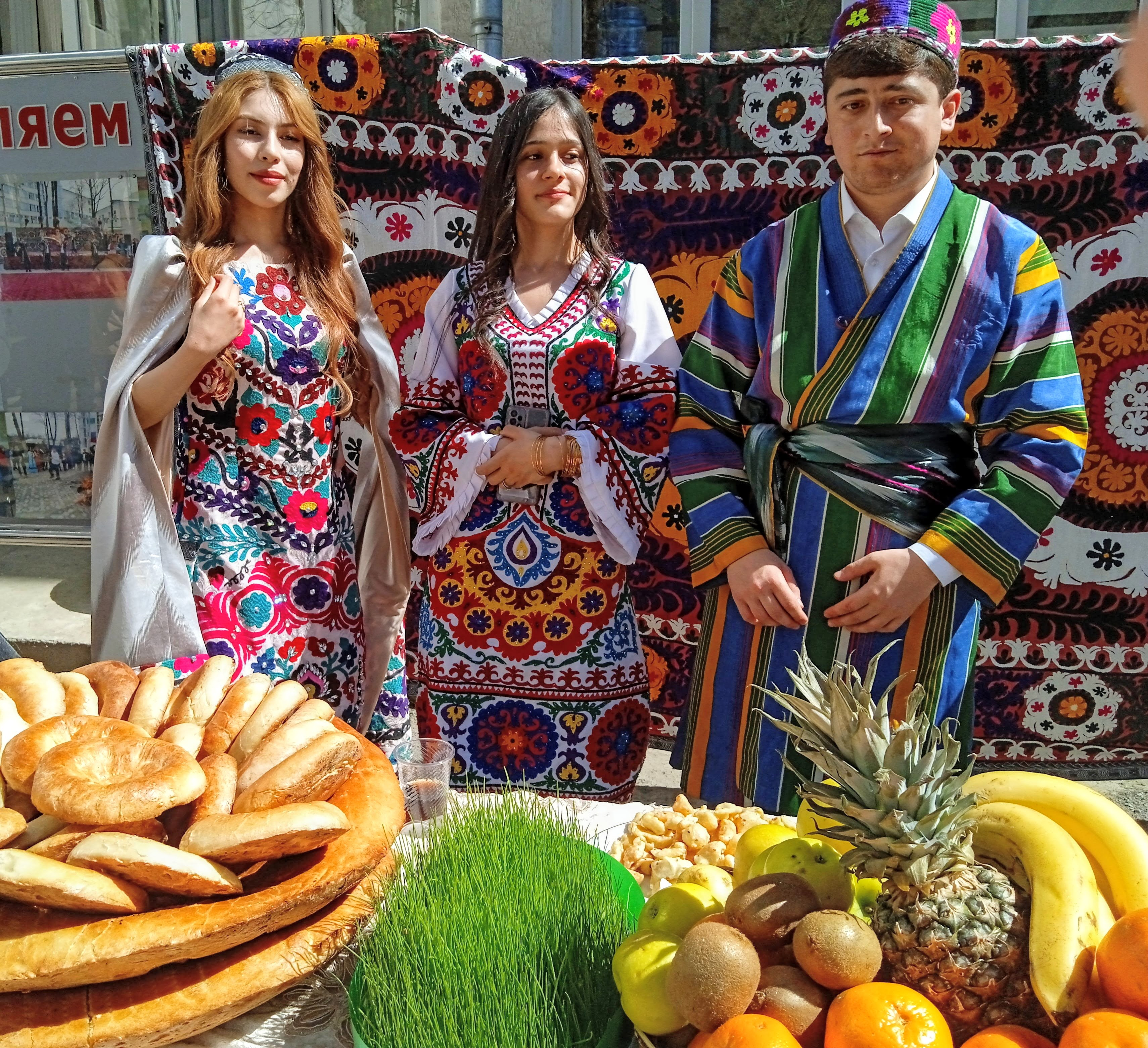
جشن نوروز در شهر دوشنبه، تاجیکستان

مردم تاجیک همچون دیگر اقوام ایرانی‌تبار، آداب و آیین خاصی برای مراسم نوروز دارند و روز نوروز در تاجیکستان با سال‌شمار دهقانی تاجیکی، اول ماه فروردین و با حساب میلادی بیست‌ویکم یا بیست‌ودوم مارس شروع می‌شود که به نام «خیدیر ایام» یعنی «جشن بزرگ» معروف است. جشن نوروز در تاجیکستان، به ویژه بدخشی‌ها، جشنی ملی و دیرینه است.
تاجیک‌ها از نوروز به‌عنوان رمز دوستی و زنده شدن کل موجودات یاد می‌کنند. در این ایام، دیدوبازدید از اقوام و بزرگان صورت می‌گیرد، به مزارها می‌روند و قرآن و دعا می‌خوانند؛ همچنین در بدخشان، مدیحه‌سرایی در وصف پیامبر و امامان معصوم انجام می‌دهند. در مقابل در شب نوروز، کنار مزار بزرگواران که در بدخشان تاجیکستان به آن «آستان» گویند، آتش روشن می‌کنند و مردم به زیارت مزارها می‌روند و سنگ آتش را سه بار می‌بوسند و به دیده‌ها می‌مالند. این آئین می‌تواند بازمانده رسم زرتشتی «فروردینگان» باشد که اکنون هم در میان زرتشتیان معمول است.

#### شاگون بهار مبارک
در بدخشان در شب دوم سال نو از کله و پاچه گوسفند و گندم غذای مخصوصی تهیه می‌کنند که به آن «باج» می‌گویند. تاجیک‌ها در نخستین روز نوروز، صبحانه را با انواع غذاهای شیرین صرف می‌کنند که عبارت است از حلوا، شیر برنج، غوز حماچ، به این امید که تا پایان سال زندگی‌شان شیرین باشد. پس از صرف صبحانه پارچه سرخی را بالای در ورودی خانه می‌آویزند که آن را نشانه بهروزی و خوشبختی می‌دانند. آنگاه اثاث خانه را که از قبل تمیز کرده‌اند به طرزی نیکو می‌چینند، سپس پنجره‌ها را می‌گشایند تا نسیم نوروزی در زوایای خانه به گردش درآید. همه لباس تازه به تن می‌کنند و کوچک‌ترها در حالی که غنچه‌ای از گل سرخ در دست دارند نزد بزرگ‌ترها می‌روند و با گفتن «شاگون بهار مبارک» سالی خوش برایشان آرزو می‌کنند.

### موسیقی

#### رباب

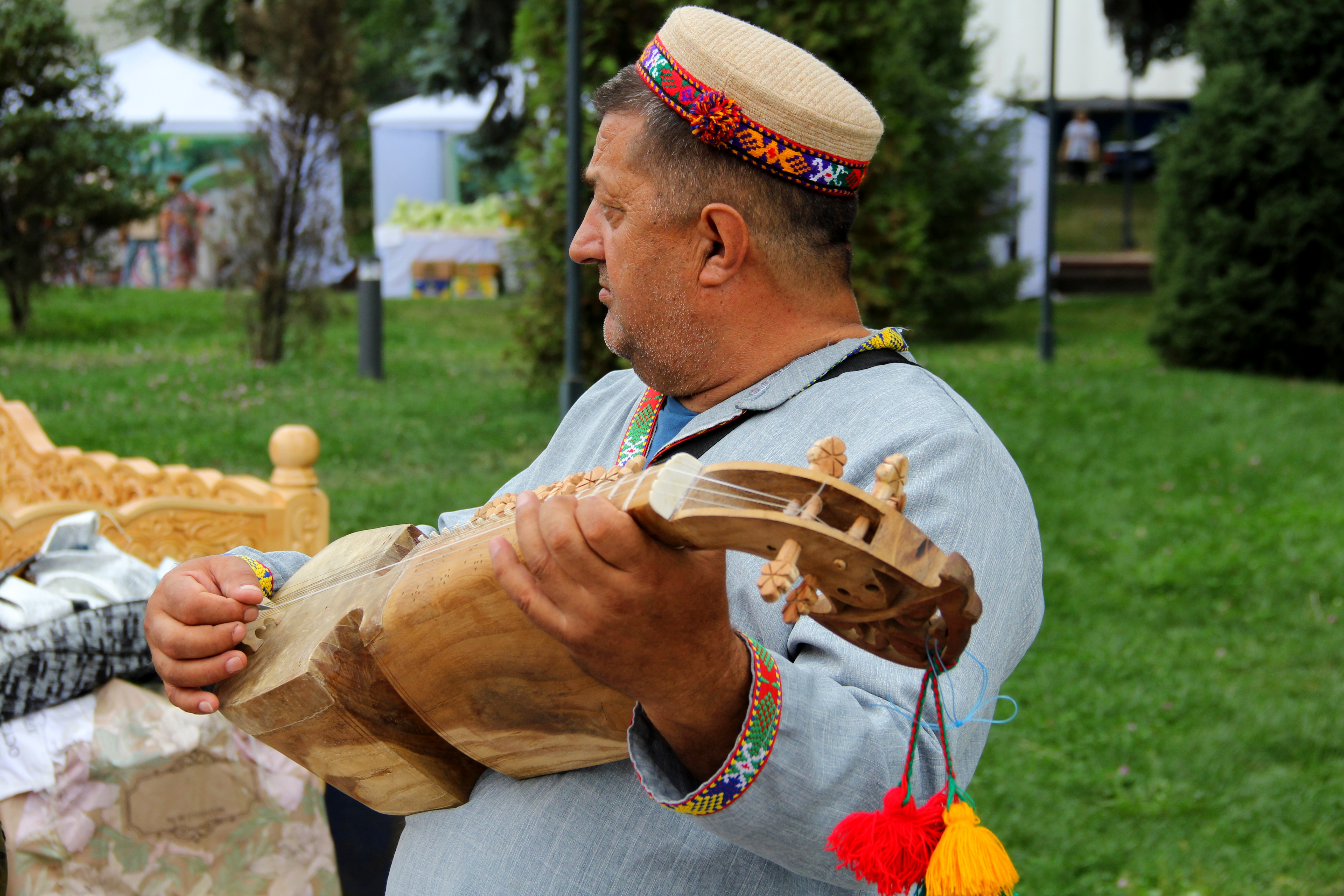
مرد تاجیک در نواختن رباب

رباب یکی از سازهای اصیل خراسان بزرگ است. گفته می‌شود نخستین بار در پامیر بدخشان ساخته شده است. رباب ساز بومی تاجیک‌های پامیری است. امروزه در کنار تاجیک‌ها پشتون، نورستانی، کشمیری و کالاش‌ها و اقوامی که در رشته کوه‌های پامیر، هندوکش و قراقروم زندگی می‌کنند نیز به‌طور سنتی از ساز رباب استفاده می‌کند.
همچنین رباب ساز ملی افغانستان است. رباب جزو سازهای رشته‌ای (مهتره) است و قدیمی‌ترین آلت موسیقی اصیل افغانستان است. به‌طور معمول طول این ساز حدوداً ۹۲ سانتی‌متر است و دارای چهارده پرده است. رباب دارای بیست و یک سیم است که سه تار آن ملودی است و چند تار بم و تقویت کننده دارد. سیم‌های تقویت کننده طنین رباب را افزایش می‌دهد.
رباب به‌وسیلهٔ مضرابی سه گوش نواخته می‌شود و جز سازهای زخمه ای به حساب می‌آید. در افغانستان سه نوع رباب وجود دارد که با نام‌های رباب بم یا بزرگ، رباب میانه و رباب زیرچه یا کوچک در میان مردم معروف هستند.

#### غیچَک تاجیکی
غیچک تاجیکی یکی از سازهای اصلی موسیقی تاجیک‌ها است. این ساز در ولایت‌های تاجیک‌نشین شمال‌شرق افغانستان (ولایت بدخشان، تخار، بغلان، کهندز، پنجشیر، سمنگان) و در تاجیکستان استفاده می‌شود.

#### فلک خوانی
بدخشان جغرافیای کلانی دارد و فرهنگ‌های رایج در آن نیز گوناگون است و این چند رنگی فرهنگی ولایت‌های هم‌جوار اش را نیز تحت تأثیر قرار داده است و یکی از آن فرهنگ‌های تأثیر گزارش موسیقی بدخشانی است که شاملِ دو حوزه‌ای هنری می‌شود یکی موسیقی پامیری و دیگر آن موسیقی تخاری، موسیقی پامیری ریشه در موسیقی دوازده مقام دارد که شامل موسیقی نیایشی، موسیقی دف بزم و فلک خوانی می‌شود که در دو بدخشان افغانستان و تاجیکستان رایج است. و فلک خوانی را یکی از پُر طرفدارترین سبک‌های موسیقی پامیری می‌دانند. سعد الله نعیم اُف یکی از موسیقی‌دانانِ تاجیکستان فلک خوانی را به دو نوع می‌داند یکی فلک خوانی دشتی و دیگری هم فلک خوانی راغی، او می‌گوید (فلک خوانی دشتی بدون استفاده از آلات موسیقی و بیشتر در صحرا و بیابان اجرا می‌شود و فریاد عنصر اصلی این سبک موسیقی است. آواز خوانان در فلک راغی که کمتر در تاجیکستان رایج است و بیشتر در افغانستان آن را دوست دارند و اجرا می‌کنند از نی استفاده می‌شود. .
در تاجیکستان سه نوع فلک معروف است: فلک دشتی، فلک آزاد و فلک راغی. رایج‌ترین و مردمی‌ترین آن فلک دشتی است که از اصالت بیشتر هم برخوردار است. فلک دشتی بدون ساز موسیقی اجرا می‌شود و عبارت است از همان دوبیتی‌ها و رباعیات مردمی قدیمی که کشاورزان، مرد یا زن، به هنگام کار در مزرعه خود با صدای بلند می‌خواند. در منطقه اشکاشم بدخشان به این نوع فلک «فریاد» می‌گویند، چون فریاد، مهم‌ترین عنصر فلک دشتی است که با لحن گریه در صدای آوازخوان اجرا می‌شود. فریادی که از اعماق قلب برخاسته و انتظار می‌رود که به گوش دور فلک برسد و خواسته‌های خواننده را برآورده کند.
فلک‌خوان‌های برجسته در تاجیکستان عبارتند از رجب مد ولی‌یف، شریف جوره‌یف، آدینه هاشم، گرمینج ذوقی‌بیکف، صفرمحمد مرادف و مهم‌ترین آنها دولتمند خالف. در افغانستان نیز میرافکن شغنانی، کریم فلک، جوره بیک‌کریم و رجب‌محمد جوره‌زاده از جمله خوانندگان و نوازندگان معروف فلک‌خوانی بوده‌اند.

#### رقص قرصک پنجشیر
این رقص در بین مردم تاجیک ساکن منطقهٔ پنجشیر رواج دارد که با کف زدن و یک دایره اجرا می‌شود. معمولاً در قرصک ده تا پانزده نفر اشتراک می‌کنند. یک نفر دایره می‌زند و دو نفر دیگر شعرگویی می‌کنند یا رباعی می‌خوانند، که در آغاز مقام است.

## دین
امروزه بیشتر تاجیک‌ها از اسلام سنی حنفی پیروی می‌کنند، همچنین اقلیتی از تاجیک‌های اسماعیلی در بدخشان، و تاجیک‌های شیعه دوازده امامی در ولایت‌های هرات، بلخ، بدخشان، سرپل، قندهار، دایکندی، کابل، پروان، لوگر و … در بخش‌های پراکنده زندگی می‌کنند.
افزون‌بر این، جوامع کوچک یهودی (مشهور به یهودیان بخارایی) از دوران باستان در شهرهای سمرقند و بخارا، و به تعداد کمتر در شهرهای هرات و کابل و جاهای دیگر زیسته‌اند. در سدهٔ بیستم یهودیان تاجیک به کشورهای اسرائیل و ایالات متحده آمریکا مهاجرت می‌کنند، اگر چه بیشتر این مهاجران پیوندهای خود با زادگاهشان را حفظ کرده‌اند. با توجه به ظهور مسیونرهای (مبلغان) مسیحی در آسیای میانه از زمان فروپاشی شوروی، جمعیت تاجیکان مسیحی تقریباً وجود دارد.

## تحولات اخیر
فروپاشی اتحاد جماهیر شوروی و جنگ‌های داخلی در افغانستان باعث احیای ملی‌گرایی تاجیکان در منطقه شده است. به ویژه تاجیکستان نقطهٔ کانونی این حرکت بوده. دولت تاجیکستان با آگاهی تمام کوشیده است تا میراث امپراتوری سامانیان، نخستین حکومت تاجیک مسلط بر منطقه را پس از حملهٔ تازیان دوباره زنده کند.
در سال‌های ۱۹۲۴ میلادی سمرقند و بخارا دو شهر عمدهٔ تاجیک‌نشین با سیاست‌های شوروی پیشین از تاجیکستان جدا گشته و به ازبکستان پیوست. دولت ازبکستان با سیاست فارسی‌ستیزی خود همچنان محدودیت‌های آموزشی و رسانه‌ای سختی ضد زبان فارسی پیاده کرده است.

### حذف پسوند روسی از نام خانوادگی در تاجیکستان
به گفته رستم شاهمراد، وزیر دادگستری تاجیکستان، حدود ۱۹ هزار نفر از ساکنان این کشور در شش‌ماههٔ نخست سال ۲۰۱۴ میلادی نشانه (پسوند) روسی را از نام خانوادگی خود حذف کردند و در زادنامه (معادل شناسنامه در ایران) خود، صاحب نام‌های سنتی شدند. «اُف» و «آوا» نشانه‌های زبان روسی است که در انتهای نام‌های مردانه و زنانهٔ شهروندان تاجیکستان وجود دارد. امام علی رحمان رئیس‌جمهوری تاجیکستان نیز سال‌ها پیش نشانهٔ روسی را از نام خانوادگی خود حذف کرد.

## چهره‌های سرشناس
| حوزهٔ فعالیت        | شخصیت‌ها و معرفی | تصویر                                             |
| ------------------ | --- | ------------------------------------------------- |
| دانشمندان          | - ابوحنیفه، فقیه و متکلم، پایه‌گذار مذهب حنفی - ابن سینا، پزشک و فیلسوف، اهل بخارا - ابوریحان بیرونی، ستاره‌شناس و دانشمند، اهل کاث - محمد بخاری، نویسنده کتاب احادیث صحیح بخاری - محمد ترمذی، گردآورنده احادیث، اهل ترمذ - محمد ایاز نیازی، دانشمند دینی معاصر | ابوریحان بیرونی · امام بخاری                      |
| مبارزان            | - تیمور ملک، سردار دفاع از خجند - غیاث‌الدین غوری، بنیان‌گذار غوریان - یاسین ضیاء، رئیس ستاد ارتش افغانستان - محمد داوود داوود، فرمانده پلیس پامیر - مولانا شاه جهان نوری، مبارز علیه طالبان و شوروی (بدون تصویر) - حبیب‌الله کلکانی، پادشاه و رهبر سقاوی‌ها - میر مسجدی خان، رهبر ضد استعمار - احمد شاه مسعود، قهرمان ملی افغانستان |                                                   |
| شاعران و نویسندگان | - رودکی، شاعر دربار سامانی، اهل سمرقند - رابعه بلخی، نخستین شاعر زن - مولانا، شاعر و صوفی - خلیل‌الله خلیلی، شاعر معاصر - واصف باختری، شاعر معاصر اهل بلخ - محمدکاظم کاظمی، شاعر اهل هرات - لایق شیرعلی، شاعر تاجیک اهل سغد - ناصرخسرو، فیلسوف و شاعر اسماعیلی - خالد حسینی، نویسنده اهل هرات - سنایی غزنوی، شاعر و عارف (بدون تصویر) - مخفی بدخشی، شاعر زن - پرتو نادری، شاعر اجتماعی - قهار عاصی، شاعر اهل پنجشیر (بدون تصویر) - لیلا صراحت روشنی، شاعر و روزنامه‌نگار (بدون تصویر) - جاوید فرهاد، شاعر معاصر - کمال خجندی، شاعر و صوفی - صدرالدین عینی، تاریخ‌نگار و شاعر اهل بخارا - صوفی عشقری، شاعر (بدون تصویر) - مولانا حیدری وجودی، نویسنده و عارف - هارون راعون، شاعر معاصر - بیرنگ کوهدامنی، شاعر (بدون تصویر) - پیرو سلیمانی، شاعر اهل بخارا - نجیب بارور، شاعر اهل پنجشیر (بدون تصویر) - رهنورد زریاب، نویسنده اهل غزنی - خواجه عبدالله انصاری، عارف و ادب‌دان | نقاشی از حیدری وجودی · هارون راعون · پیرو سلیمانی |
| سیاستمداران        | - ببرک کارمل، رئیس‌جمهور سابق - برهان‌الدین ربانی، رئیس دولت اسلامی - احمد مسعود، رهبر مقاومت - عبداللطیف پدرام، نماینده بدخشان - رنگین دادفر سپنتا، مشاور امنیت ملی - صلاح‌الدین ربانی، وزیر خارجه - عطا محمد نور، والی بلخ - امامعلی رحمان، رئیس‌جمهور تاجیکستان - حبیب‌الرحمان پدرام، نماینده هرات - نیلوفر ابراهیمی، نماینده بدخشان |                                                   |
| هنرمندان           | - احمد ظاهر، خواننده مشهور، اهل لغمان - کمال‌الدین بهزاد، نقاش اهل هرات - دولتمند خالف، فلک‌سرا اهل تاجیکستان - زهره شورانگیز، موسیقی‌دان - در محمد کشمی، هنرمند بدخشی - میر مفتون، خواننده محلی - مسیح سیغانی، فوتبالیست اهل بامیان |                                                   |

## نگارخانه

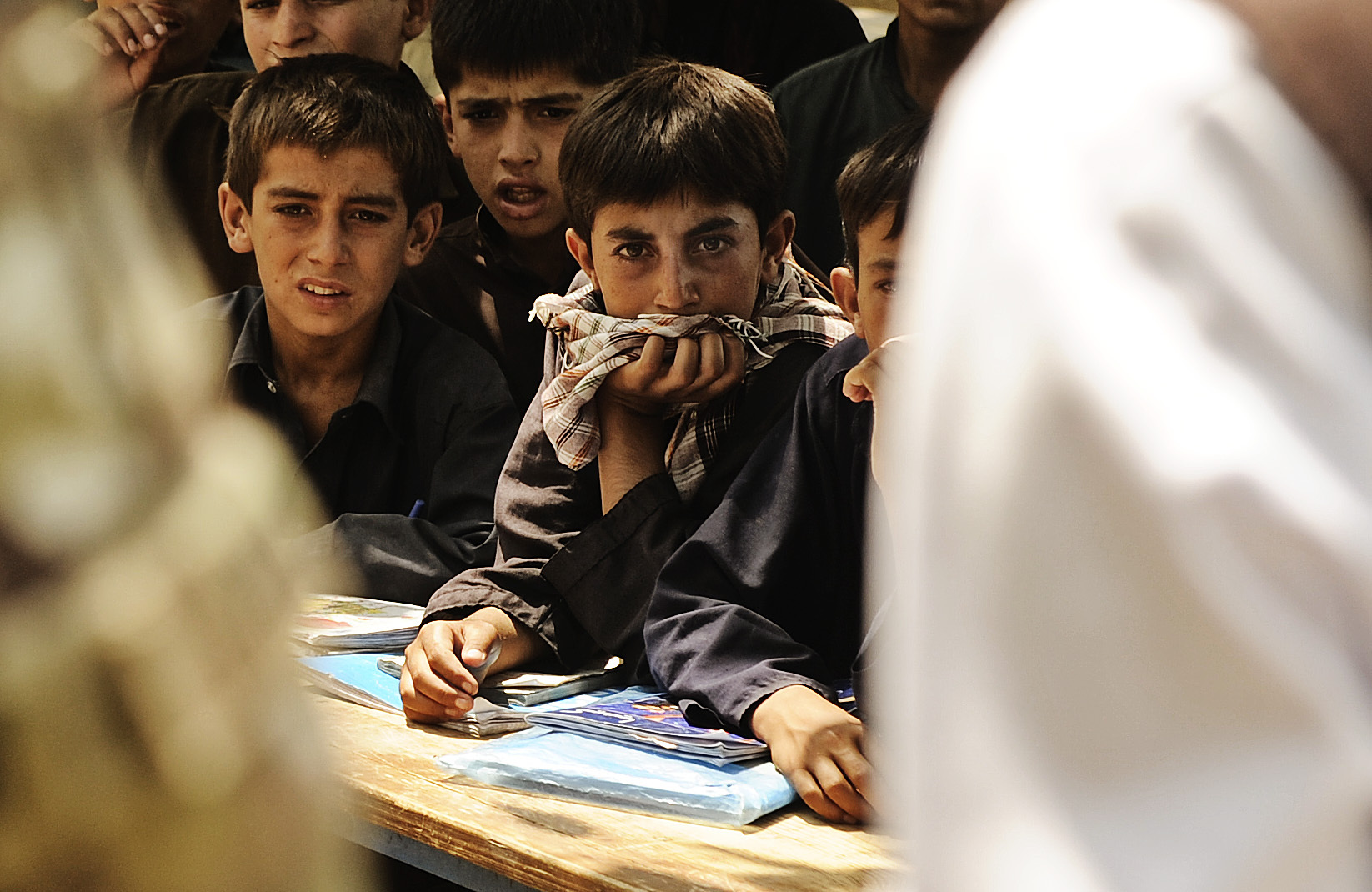
پسران تاجیک اهل لغمان، افغانستان
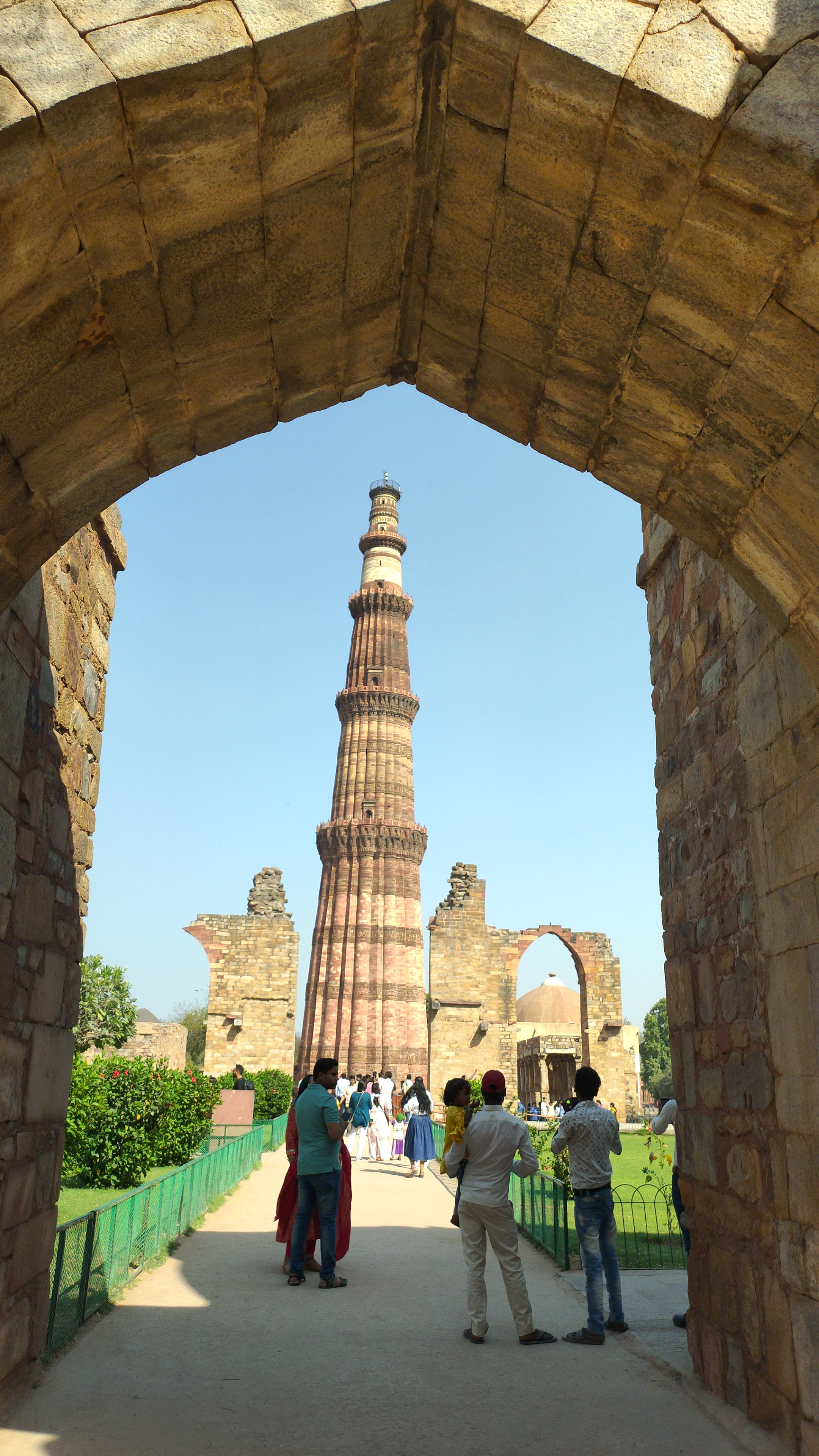
قُطُب منار یادگار بجا مانده از غوریان در دهلی پایتخت هندوستان با ۷۲/۵ متر ارتفاع بلندترین بنای آجری دنیا
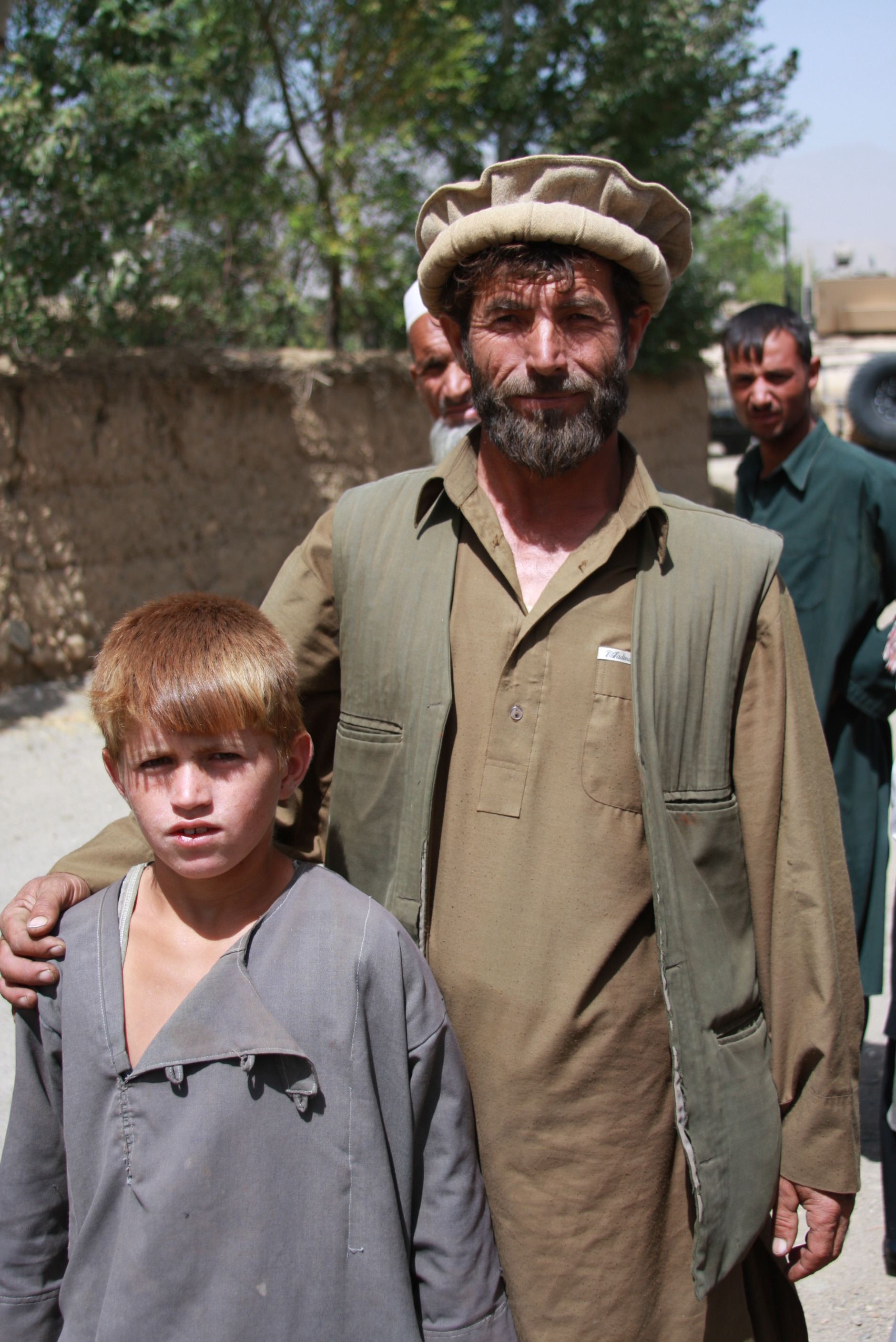
مرد تاجیک اهل ولایت پروان
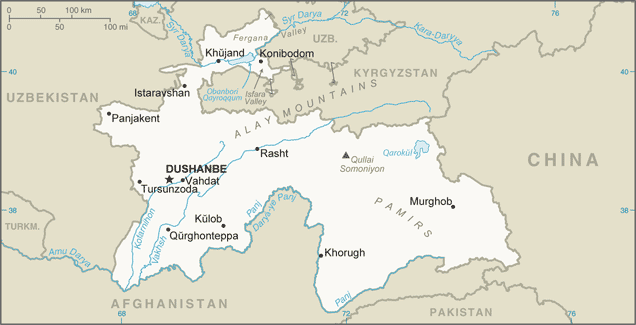
نقشه جغرافیایی تاجیکستان
پرچم ملی جمهوری تاجیکستان
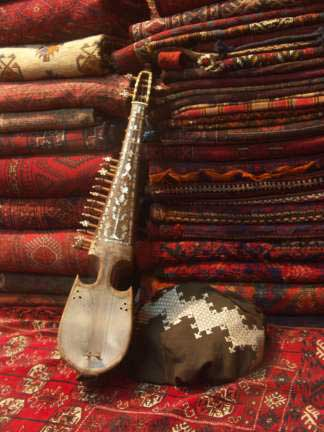
رباب ساز اصلی قوم تاجیک و یکی از سازهای ملی کشور افغانستان است
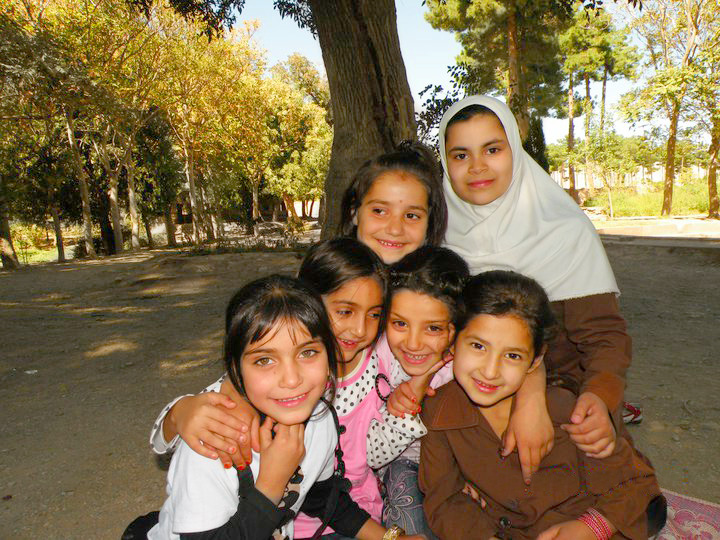
دختران تاجیکِ هرات، غرب افغانستان
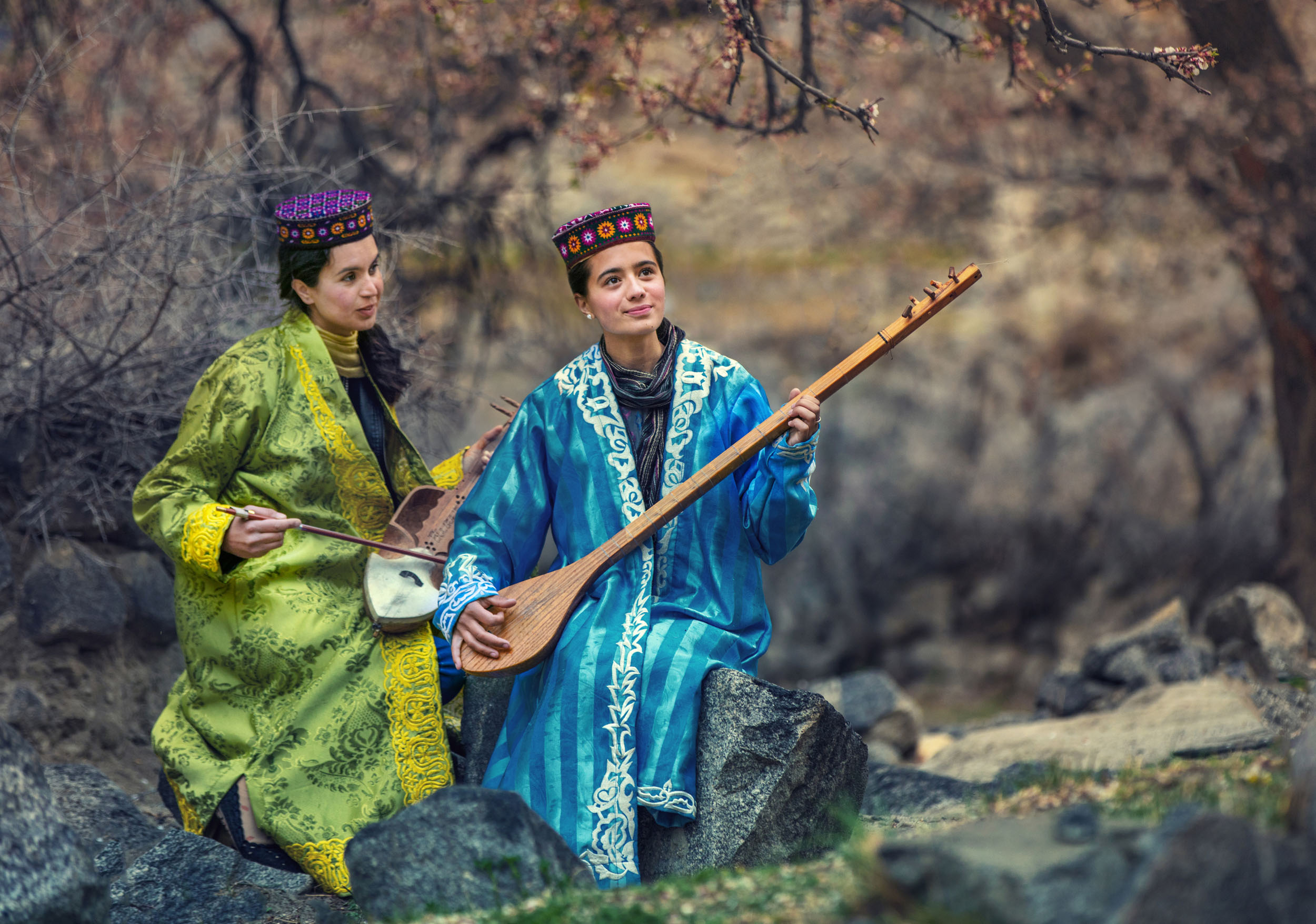
نگاره تاجیک‌های پامیری در پاکستان
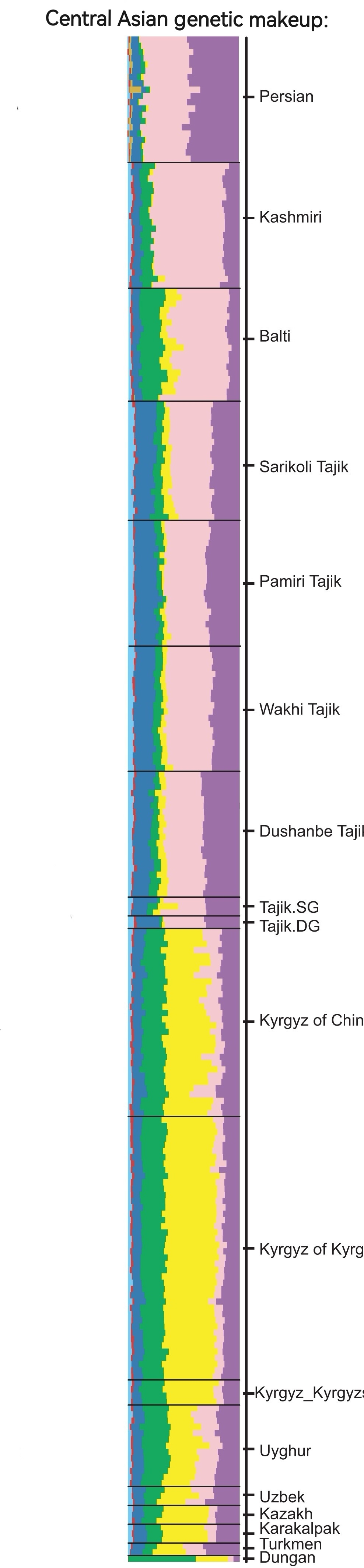
نمودار اجزای مختلف ژنتیک اقوام آسیای میانه: کشاورزان آناتولی (بنفش)، کشاورزان ایرانی (صورتی)، شکارچیان اروپایی (آبی تیره و آبی آسمانی)، سرخپوشان سیبری (قرمز)، شمال شرق آسیا  (زرد) و آسیای جنوب شرقی (سبز)
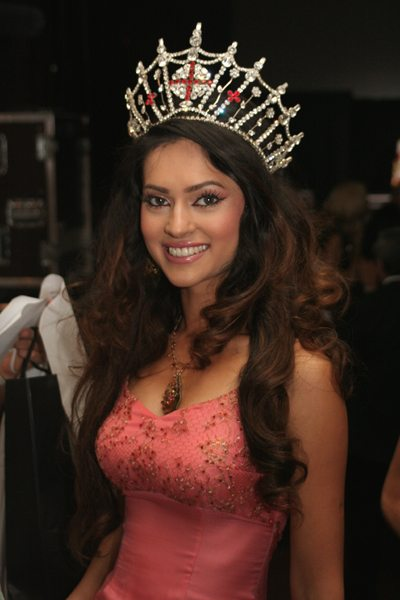
حماسه کوهستانی ملکه زیبایی ۲۰۰۵ انگلستان

### پوشش

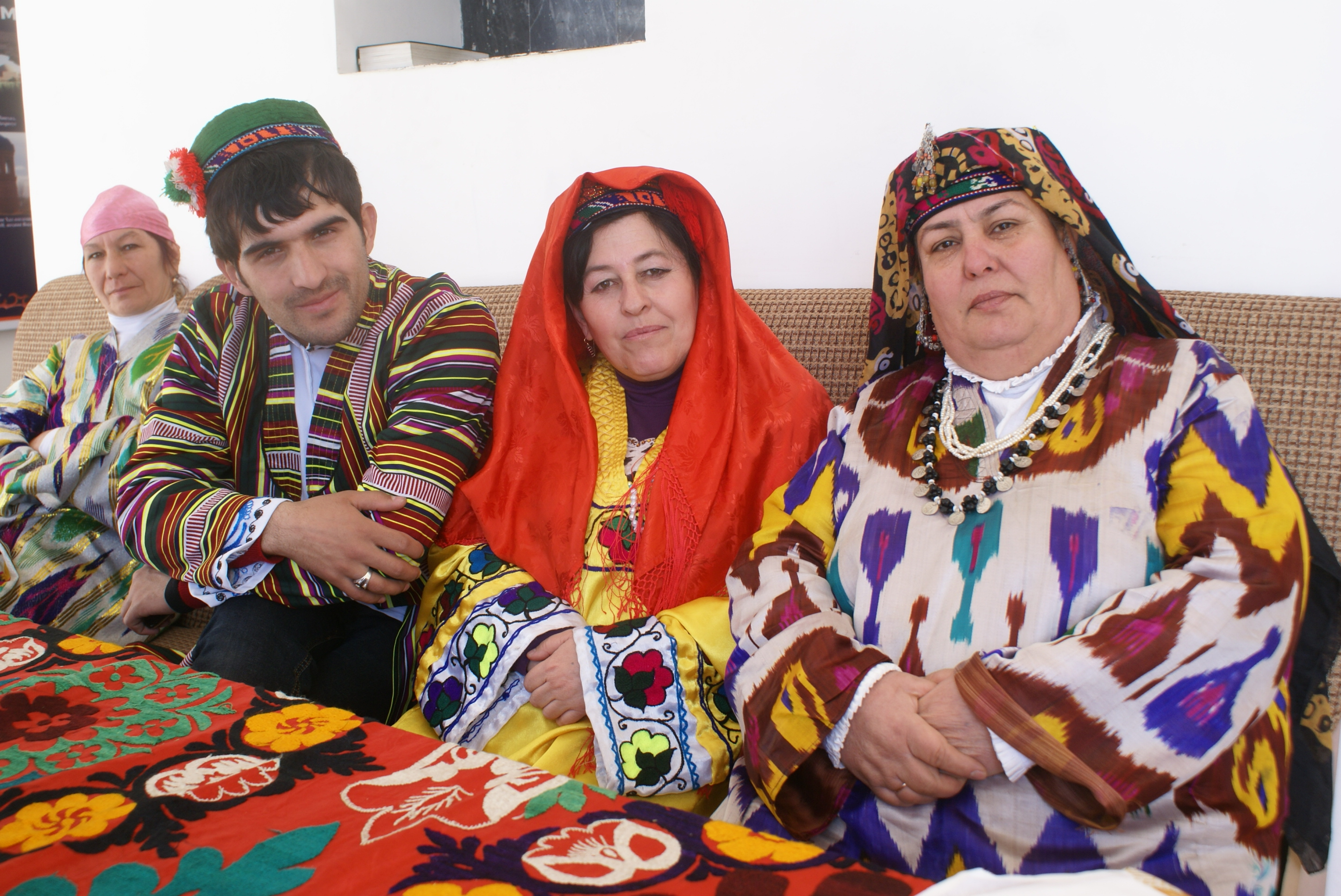
پوشش فرهنگی در تاجیکستان
پکول یکی از کلاه مورد استفاده قوم تاجیک است
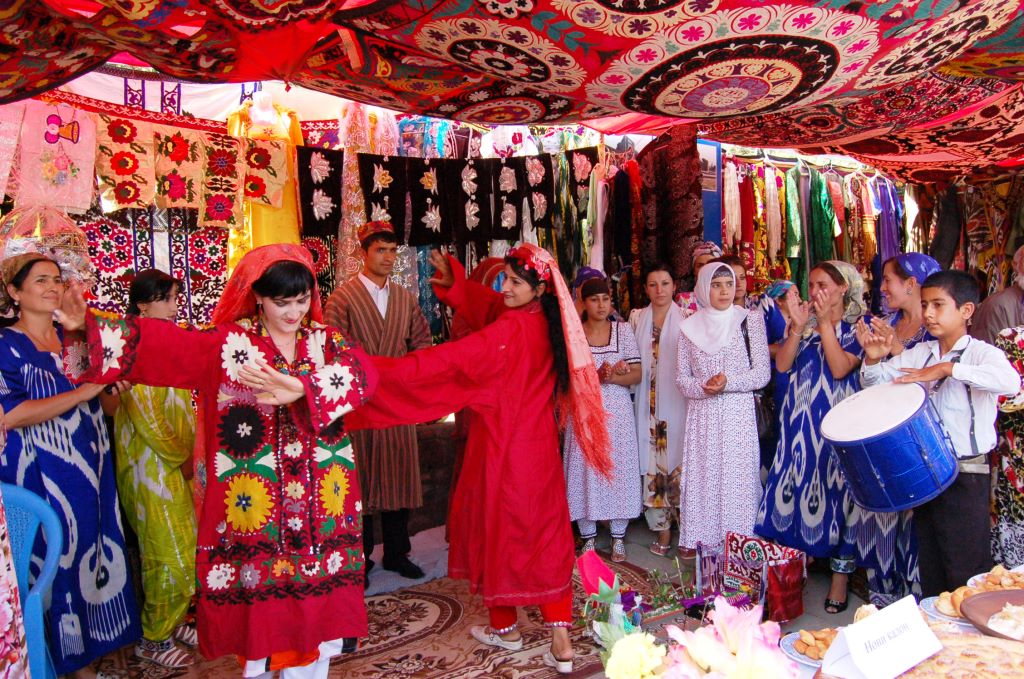
لباس محلی تاجیک‌ها
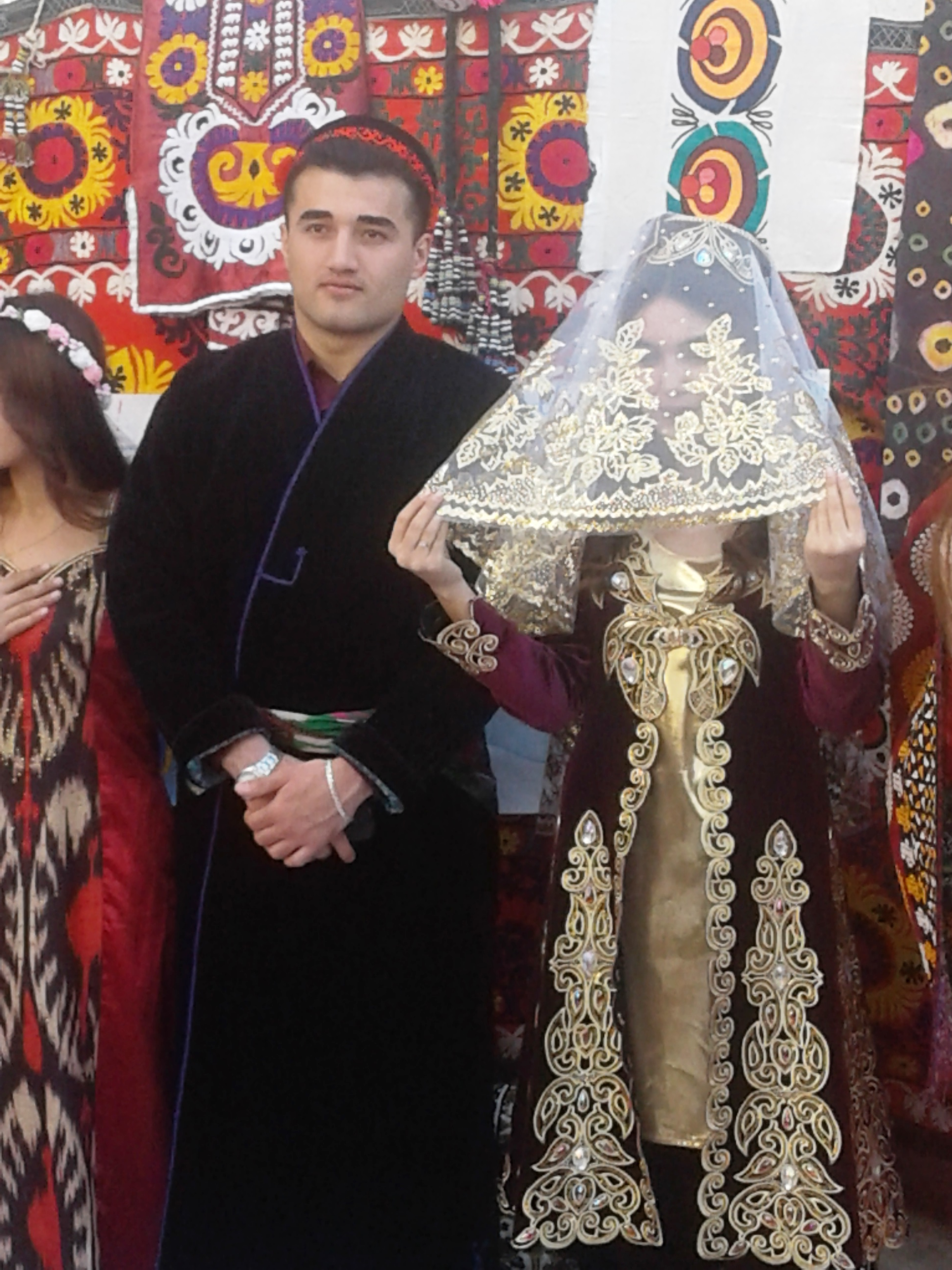
لباس تاجیکی